# Palacio de Catalina

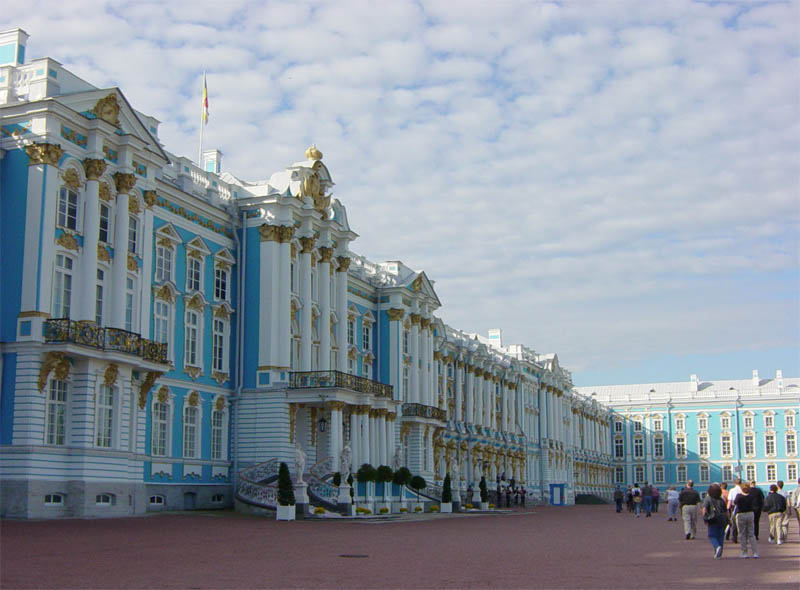
Fachada septentrional - patio de carruajes: todos los detalles de estuco estaban revestidos de oro hasta 1773, cuando Catalina II hizo que se reemplazara el dorado con pintura de color verde militar.

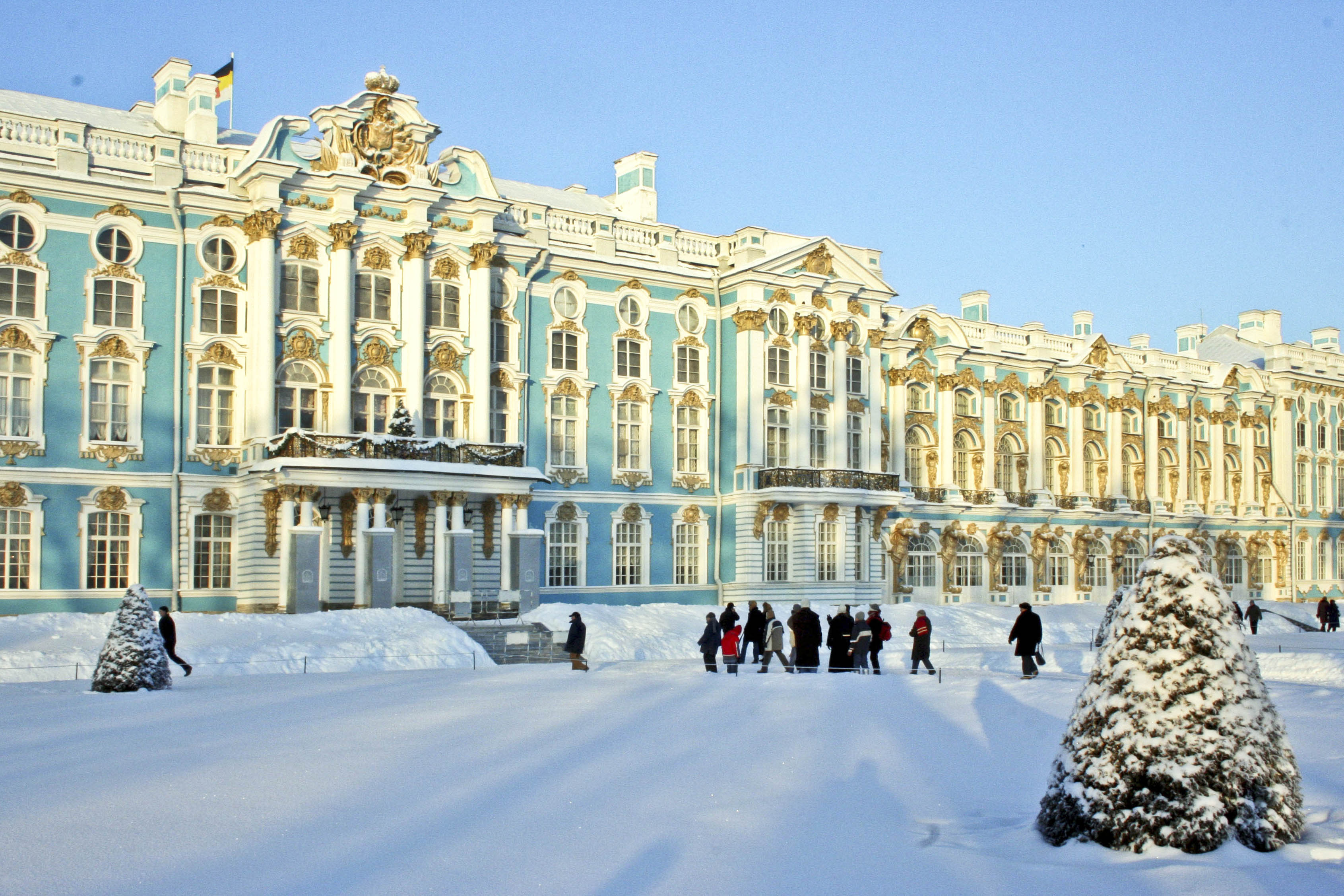
Otra vista de la fachada, nevada.

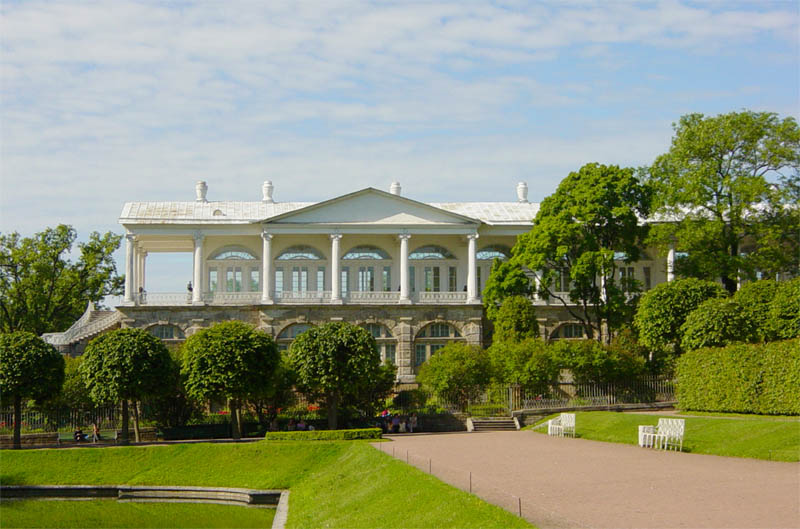
La Galería Cameron en el.

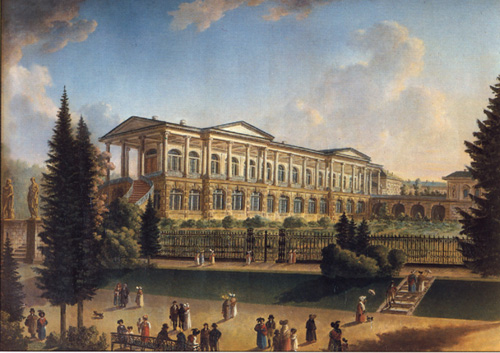
La Galería Cameron en el.

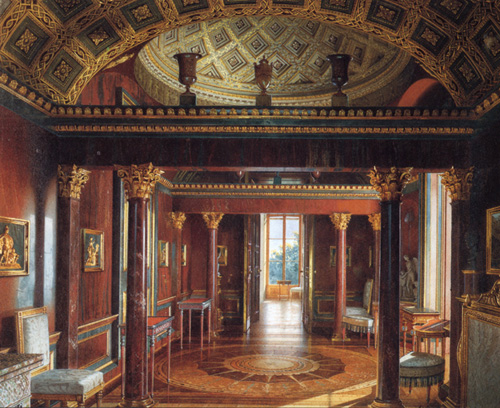
Las habitaciones de ágata de Catalina II.

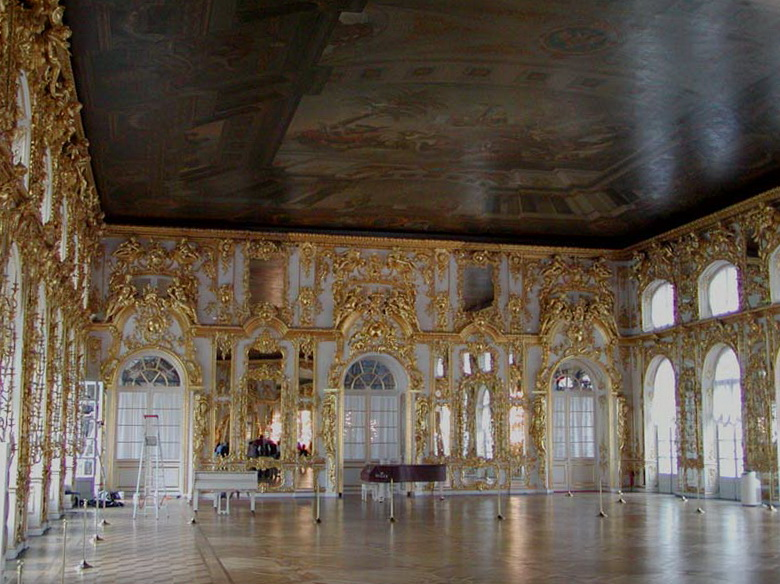
El salón de baile.

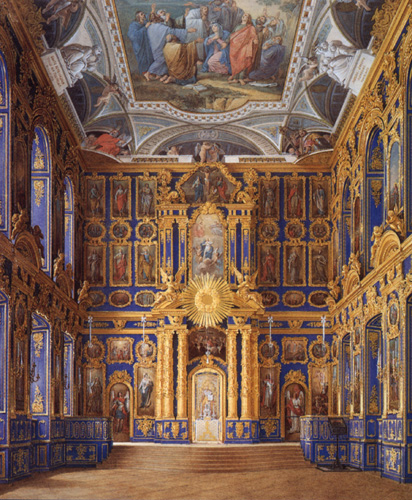
La capilla del palacio.

El Palacio de Catalina (ruso: Екатерининский дворец) era la residencia de verano de los zares de Rusia, de estilo rococó y ubicada en la ciudad de Tsárskoye Seló (actualmente llamada Pushkin), a 25 km al sureste de San Petersburgo, antigua capital del Imperio ruso. El palacio está integrado, junto con el conjunto de palacios y parques de la ciudad de Pushkin, así como su centro histórico (código 540-006) en el lugar Patrimonio de la Humanidad llamado «Centro histórico de San Petersburgo y conjuntos monumentales anexos».

## Historia
Esta residencia tiene su origen en el año 1717, cuando Catalina I de Rusia contrató al arquitecto alemán Johann Friedrich Braunstein para construirle un palacio de verano para su distracción. En 1733, la emperatriz Ana encargó a Mijaíl Zemtsov y Andréi Kvásov que ampliaran el Palacio de Catalina. La emperatriz Isabel, sin embargo, consideró que la residencia de su madre estaba pasada de moda y era incómoda y en mayo del año 1752 pidió a su arquitecto de corte, Bartolomeo Rastrelli que demoliera la antigua estructura y la reemplazara con un edificio mucho más grande en un llamativo estilo rococó. La construcción tardó cuatro años y el 30 de julio de 1756, el arquitecto le presentó el flamante nuevo palacio de 325 metros de largo a la emperatriz, sus aturdidos cortesanos y estupefactos embajadores extranjeros.
En vida de Isabel, el palacio ganó fama por su exterior obscenamente lujoso. Se usaron más de 100 kilos de oro para dorar la sofisticada fachada de estuco y numerosas estatuas erigidas sobre el tejado. Incluso se rumoreó que el tejado del palacio estaba construido enteramente de oro. En frente del palacio se diseñó un enorme jardín formal. Se centre en el pabellón del Hermitage azul y blanco cerca del lago, diseñado por Zemtsov en 1744, revisado por Rastrelli en 1749 y anteriormente coronada por una gran estatua dorada representando El rapto de Perséfone. El interior del pabellón tenían mesas de comedor con mecanismos de mesita rodante. La gran entrada al palacio se encuentra flanqueada por dos «circunferencias» macizas, en estilo rococó. Una delicada reja de hierro colado separa el complejo de la ciudad de Tsárskoye Seló.
Aunque el palacio se asocia popularmente con Catalina la Grande, realmente ella consideró su arquitectura de «nata batida» como anticuada. Cuando ascendió al trono, una serie de estatuas del parque fueron cubiertas con oro, de acuerdo con el último deseo de la emperatriz Isabel, pero la nueva emperatriz hizo que todas las obras se suspendieran al ser informada de los costes. En sus memorias censuró la imprudente extravagancia de su predecesora: «El palacio se estaba construyendo entonces, pero era la obra de Penélope: lo que se hacía hoy, se destruía mañana. Esa casa había sido demolida seis veces hasta sus cimientos, luego vuelta a construir hasta que alcanzó su estado actual. Se gastó en la construcción la suma de un millón seiscientos mil rublos. Existen cuentas que lo prueban; pero aparte de esta suma, la emperatriz gastó mucho dinero de su propio bolsillo en él, sin contarlo nunca».
Para gratificar su pasión por el arte antiguo y neoclásico, Catalina contrató al arquitecto escocés Charles Cameron, quien no sólo renovó el interior de un ala en estilo neopalladiano, entonces de moda, sino que construyó los apartamentos personales de la emperatriz, una estructura de reminiscencias griegas bastante modesta conocida como las Habitaciones de ágata y situada a la izquierda desde el gran palacio. Destacadas por su elaborada decoración de jaspe, las habitaciones fueron diseñadas de manera que enlazaban con los Jardines Colgantes, los Baños fríos y la Galería de Cameron (que todavía conserva una colección de estatuas de bronce) - tres edificios neoclásicos construidos conforme a los diseños de Cameron. Según los deseos de Catalina, se erigieron muchas estructuras notables para su entretenimiento en el Parque de Catalina. Entre ellas, el Almirantazgo Holandés, la Pagoda chirriante, la columna de Chesme, el Obelisco Rumyántsev y el puente de mármol.
A la muerte de Catalina en 1796, el palacio fue abandonado en favor del Palacio Pávlovsk. Los monarcas posteriores prefirieron residir en el cercano Palacio de Alejandro y, con sólo dos excepciones, evitaron añadir reformas al Palacio de Catalina, considerándolo un monumento espléndido a la riqueza de Isabel y la gloria de Catalina II. En 1817, Alejandro I contrató a Vasili Stásov para que redecorara algunos interiores de la residencia de su abuela en el estilo Imperio. Veinte años más tarde, la magnífica Escalera de Stásov fue construida para reemplazar la antigua escalera circular que llevaba a la Capilla del Palacio. Desafortunadamente, la mayor parte de los interiores de Stásov - específicamente, los que datan del reinado de Nicolás I - no han sido restaurados desde los estragos de la SGM hasta hoy.
Cuando las fuerzas del ejército alemán se retiraron del sitio de Leningrado, hicieron destruir la residencia intencionadamente, dejando solamente la concha vacía del palacio detrás de ellos. Antes de la Segunda Guerra Mundial los archivistas rusos consiguieron trasladar una fracción de sus contenidos, que demostraron tener gran importancia al reconstruir el palacio. Aunque la mayor parte de la reconstrucción se acabó a tiempo del Tricentenario de San Petersburgo en 2003, aún se requiere mucho trabajo para restaurar el palacio a su anterior gloria. Para atraer fondos, la administración del palacio últimamente alquila el Gran Salón para acontecimientos de alto nivel, como un concierto de Elton John para una audiencia de élite en 2001 y la exclusiva fiesta del año 2005 con gente del estilo de Bill Clinton, Tina Turner, Whitney Houston, Naomi Campbell y Sting.
En la película de animación de la Twentieth Century Fox de 1997 Anastasia, se representa el Palacio de Catalina, erróneamente, como el hogar de la familia imperial.

## Organización del edificio
Aunque los interiores neoclásicos de Stásov y Cameron son soberbias manifestaciones del gusto de finales del XVIII y principios del XIX, el palacio es conocido sobre todo por el gran conjunto de habitaciones formales de Ratrelli, conocidos como la Enfilada Dorada. Comienza en el espacioso y aéreo salón de baile, la «Gran Sala» o la «Sala de Luces», con un techo espectacularmente pintado, y comprende numerosas habitaciones menores distintivamente decoradas, incluyendo la reproducida Cámara de Ámbar.
El Salón Dorado o Salón del Trono, llamada en el siglo XVIII Galería Ligera, es una estancia formal en el estilo barroco ruso diseñado por Bartolomeo Rastrelli entre 1752 y 1756. El Salón del Trono estaba pensado para albergar las recepciones más importantes como bailes, cenas de gala y mascaradas. El salón estaba pintado en dos colores y tiene una superficie aproximada de 1000 m². Ocupa toda la anchura del palacio, las ventanas en el lado oriental que dan al parque mientras que las ventanas del lado occidental miran a la plaza del palacio. Por la tarde se encienden 696 bombillas sobre 12-15 candelabros ubicados cerca de los espejos. Las tallas y las ornamentaciones escultóricas y doradas del salón fueron creados según esbozos de Rastrelli y modelos de Johann Franz Dunker.
Más allá del Salón del Trono está el Comedor de cortesanos presentes. La habitación fue diseñada por Rastrelli a mediados del siglo XVIII. La pequeña habitación está iluminada por cuatro ventanas que dan al patio formal. El arquitecto ubicó falsas ventanas con espejos y espejos en la pared opuesta, haciendo la sala más espaciosa y luminosa. Decorada en el típico estilo interior barroco, la sala está llena de tallas doradas, complejas piezas doradas en las puertas y pautas ornamentales de flores estilizadas. El mural del techo fue pintado por un estudiante bien conocido de la Escuela Rusa de mediados del siglo XVIII. Se basa en el mito griego del dios sol Helios y la diosa de la aurora, Eos.
Cruzando el Comedor de los Cortesanos presentes, en el otro lado de la Escalera Principal, está el Comedor Formal Blanco. La sala se usaba para las cenas formales de la emperatriz o «comidas de la tarde». Las paredes del comedor estaban decoradas con la mayor extravagancia con tallas doradas. Los revestimientos consisten en tallas doradas sobre las consolas. El mural pintado, El triunfo de Apolo es una copia de una pintura realizada en el siglo XVI por el artista italiano Guido Reni.
La Sala de Retratos es un apartamento formal con una superficie de 100 m². Las paredes de la habitación lucen retratos formales de la emperatriz Catalina I, la emperatriz Isabel Petrovna, así como pinturas de Natalia Alekseyévna, hermana de Pedro el Grande y la emperatriz Catalina II. Los suelos incrustados de la sala contienen maderas preciosas. El Despacho de Alejandro I fue diseñado entre 1752 y 1756 y pertenecía al conjunto de habitaciones privadas del emperador. El despacho destacaba del resto de habitaciones formales en el palacio debido al hecho de que sus paredes estaban cubiertas con seda china. Otra decoración en la habitación era típica de las habitaciones formales del palacio, un fresco en el techo y tallas doradas. Las elegantes mesas de cartas y cómoda de madera incrustada muestran porcelana de Berlín, china y japonesa. 
El Comedor Verde, que reemplazó a los «Jardines Colgantes» de Rastrelli en 1773, es la primera de las habitaciones del ala septentrional del Palacio de Catalina, diseñado por Cameron para el futuro emperador Pablo y su esposa. Las paredes color pistacho de las habitaciones están revestidas con figuras de estuco de Iván Martos. Durante el gran incendio de 1820 la habitación quedó seriamente dañada, compartiendo de este modo la suerte de otros interiores de Cameron. Fue posteriormente restaurada bajo la dirección de Stásov.
Otros interiores de Cameron eran la Habitación de los Camareros, con un suelo incrustado de palo de rosa, amaranto y caoba y estilosas mesas de cartas Chippendale; el Comedor formal Azul, con papel pintado de seda azul y blanco y chimeneas de mármol de Carrara; la Sala de Dibujo azul chino, una curiosa combinación de estilo Adam con la chinoiserie; la Antecámara del Coro, con paredes revestidas de seda color albaricoque; y el tocador con columnas de Alejandro I, ejecutado en estilo pompeyano.

## El parque y sus edificios

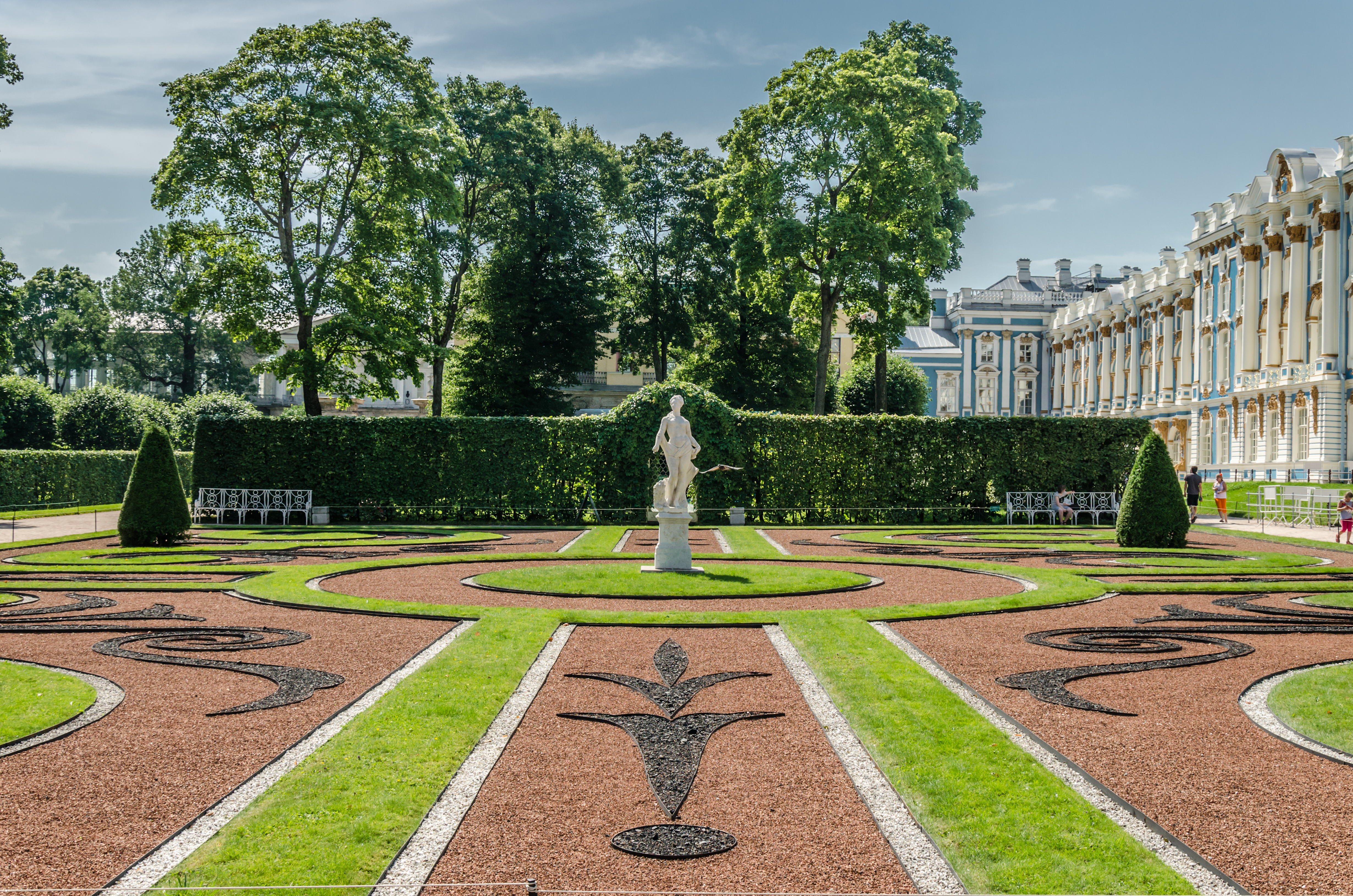
Jardín del placer en el parque de Catalina.

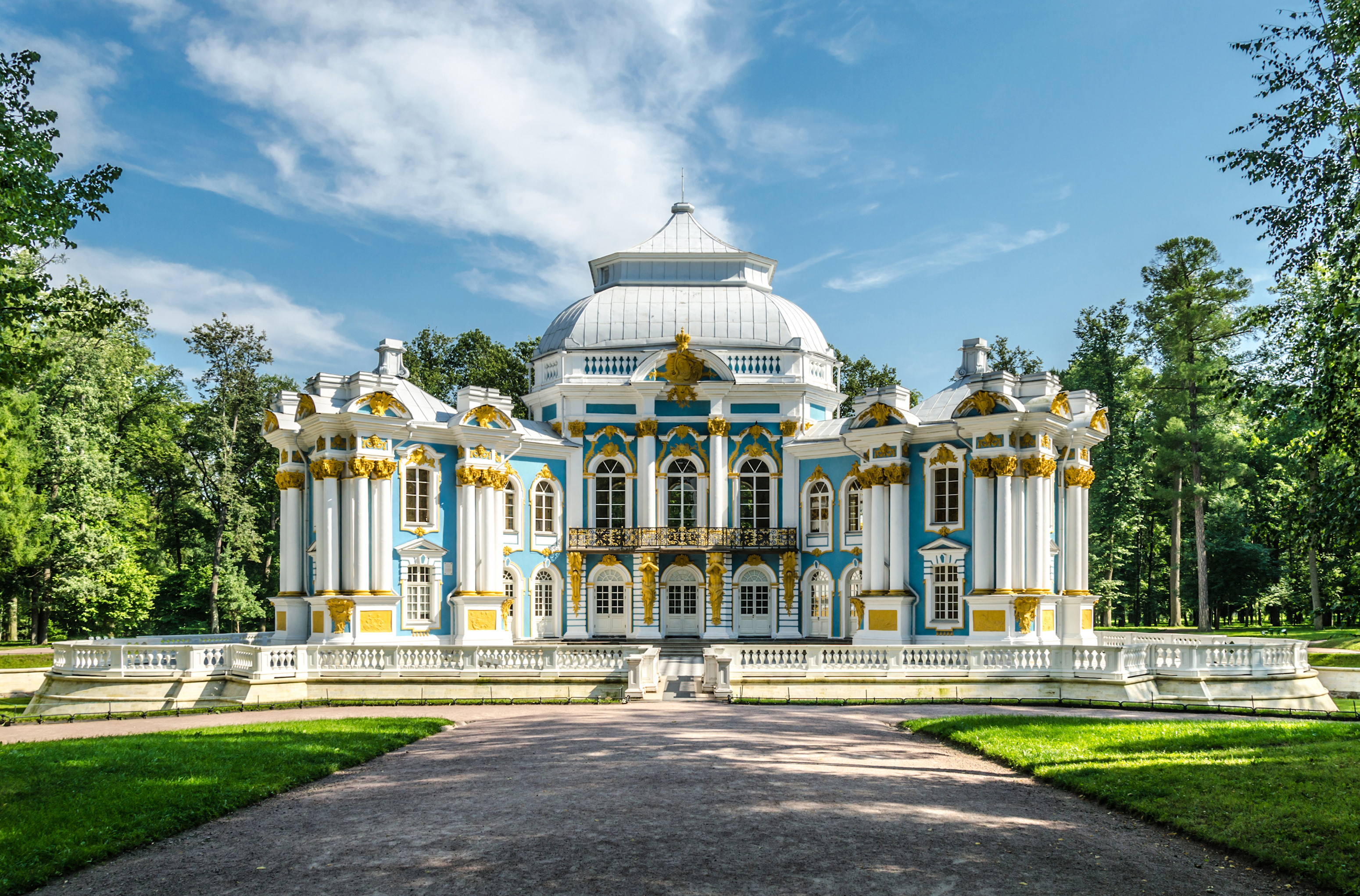
Pabellón del Ermitage

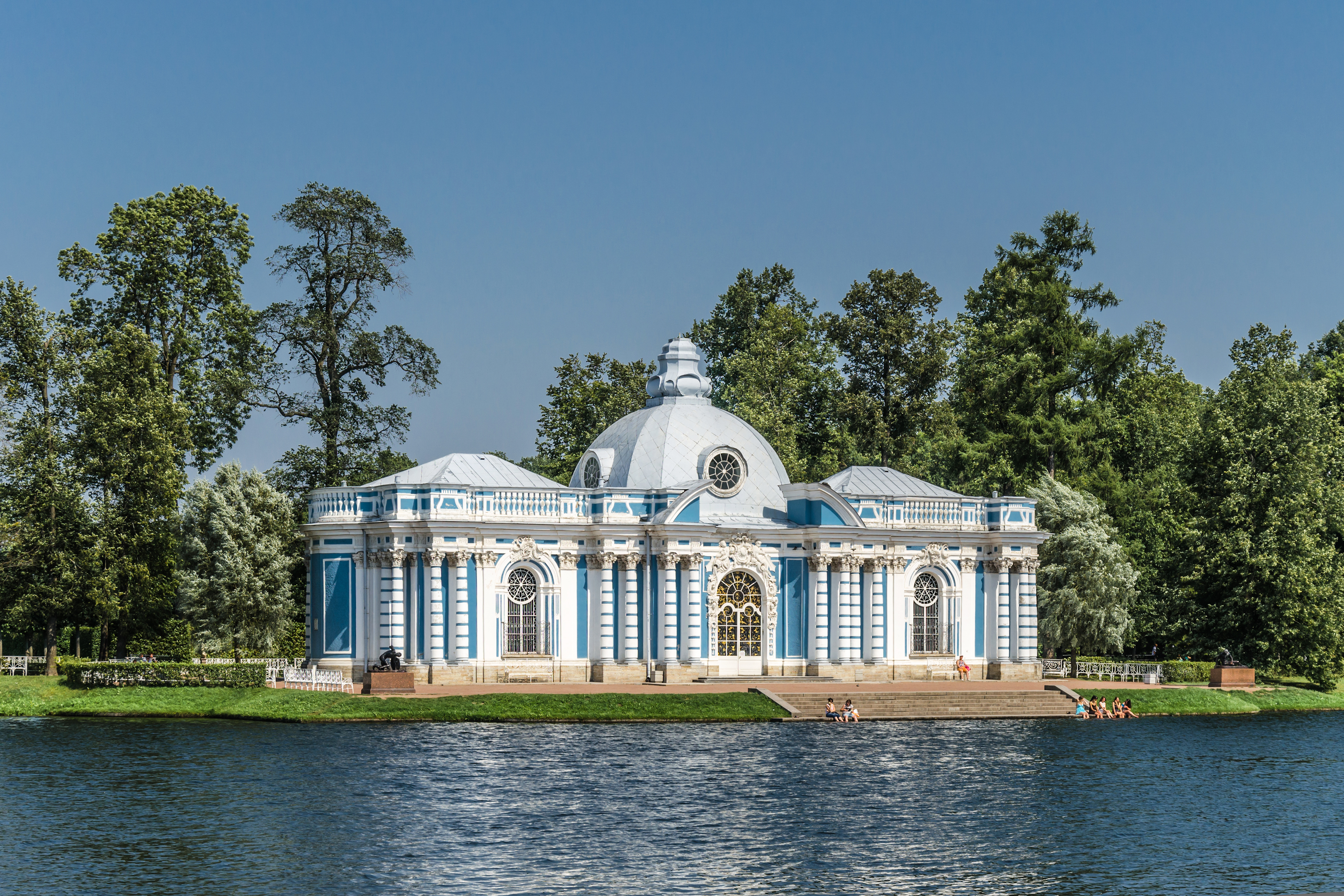
Pabellón de la Gruta.

### Jardín de placer
El palacio se encuentra en el Parque de Catalina (Екатерининский парк), uno de los cinco parques paisajísticos de la ciudad. El "jardín del placer" estuvo asociado a Tsárskoye Selo desde el principio. Isabel hizo que el jardín, que todavía era de dimensiones modestas bajo el mandato de Catalina I, se ampliara considerablemente y se rediseñara en estilo francés. En el siglo XVIII, el jardín de un palacio principesco se entendía como una "continuación del salón de baile al aire libre". La parte oriental del parque se llamaba Parque Viejo porque se remontaba a Catalina I.  Elisabeth había dispuesto terrazas escalonadas y las había dividido en zonas regulares mediante caminos sombreados; tenía árboles maduros con densas copas importados de Holanda, Alemania o Italia. Los densos muros de setos servían de fondo a las estatuas. Si había ciertas pistas para el diseño del "Viejo Jardín" de la época de Catalina I, el "Nuevo Jardín" entre el Palacio de Catalina y el Zoo tuvo que ser creado prácticamente "desde cero". Las obras comenzaron en 1745. Tras la interrupción de las obras a la muerte de Isabel en 1761, el "Nuevo Jardín" fue absorbido posteriormente por los terrenos ajardinados del Parque de Alejandro.

### Pabellón del Hermitage
Todos los caminos principales del "Viejo Jardín" discurren hacia el Hermitage. El primer arquitecto del palacete fue Mijaíl Zemtsov, que terminó el armazón del mismo en otoño de 1744, pero murió poco después. Durante dos años, el viento y la intemperie penetraron en el pabellón antes de que se continuara trabajando en él, esta vez bajo la dirección de Rastrelli, quien pudo completar el edificio según sus planes en 1756 en una forma completamente alterada.
La planta baja del Hermitage estaba destinada a los sirvientes. Una estrecha escalera conducía a la primera planta, ocupada casi en su totalidad por un gran salón con una pintura ilusionista en el techo de Valeriani, "Banquete en el Olimpo". Los techos de los cuatro gabinetes laterales fueron pintados por padre e hijo Valeriani, Gradizzi y Peresinotti con escenas de las Metamorfosis de Ovidio. La sala estaba amueblada con una mesa hidráulica que podía elevarse al vestíbulo mediante cabrestantes desde la cocina de la planta baja. Se necesitaron doce trabajadores para manejar el complicado mecanismo de elevación, que estaba oculto en el sótano. Tras la comida, se bajó la mesa y se creó un salón de baile.

### Pabellón de la Gruta
Rastrelli construyó una gruta en el borde del Gran Estanque en 1753-1757. Un consejero de la corte no especificado, el italiano Rossi, dirigió las obras y la decoración interior del pabellón. En aquella época estaba de moda decorar algunas habitaciones de los castillos y pabellones individuales de los parques con conchas y toba. Una sala terrena de este tipo se encontraba también en el Palacio de Catalina, pero se retiró a causa de la humedad penetrante, y las conchas se instalaron en el nuevo pabellón.

### Liceo Imperial
El Liceo Imperial (Императорский Царскосельский лицей, Imperatorskiy Tsarskosel'skiy litsey) en Tsárskoye Selo, cerca de San Petersburgo, también conocido históricamente como Liceo Imperial Alejandro, en honor a su fundador, el zar Alejandro I, fue una institución educativa que se fundó en 1811 con el objetivo de educar a los jóvenes de las mejores familias que luego ocuparían puestos importantes en el servicio imperial.

## Notas y referencias

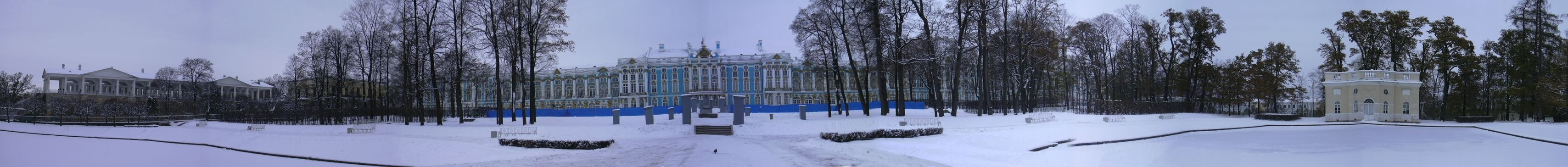
Panorama del Palacio de Catalina en invierno.

## Galería de imágenes

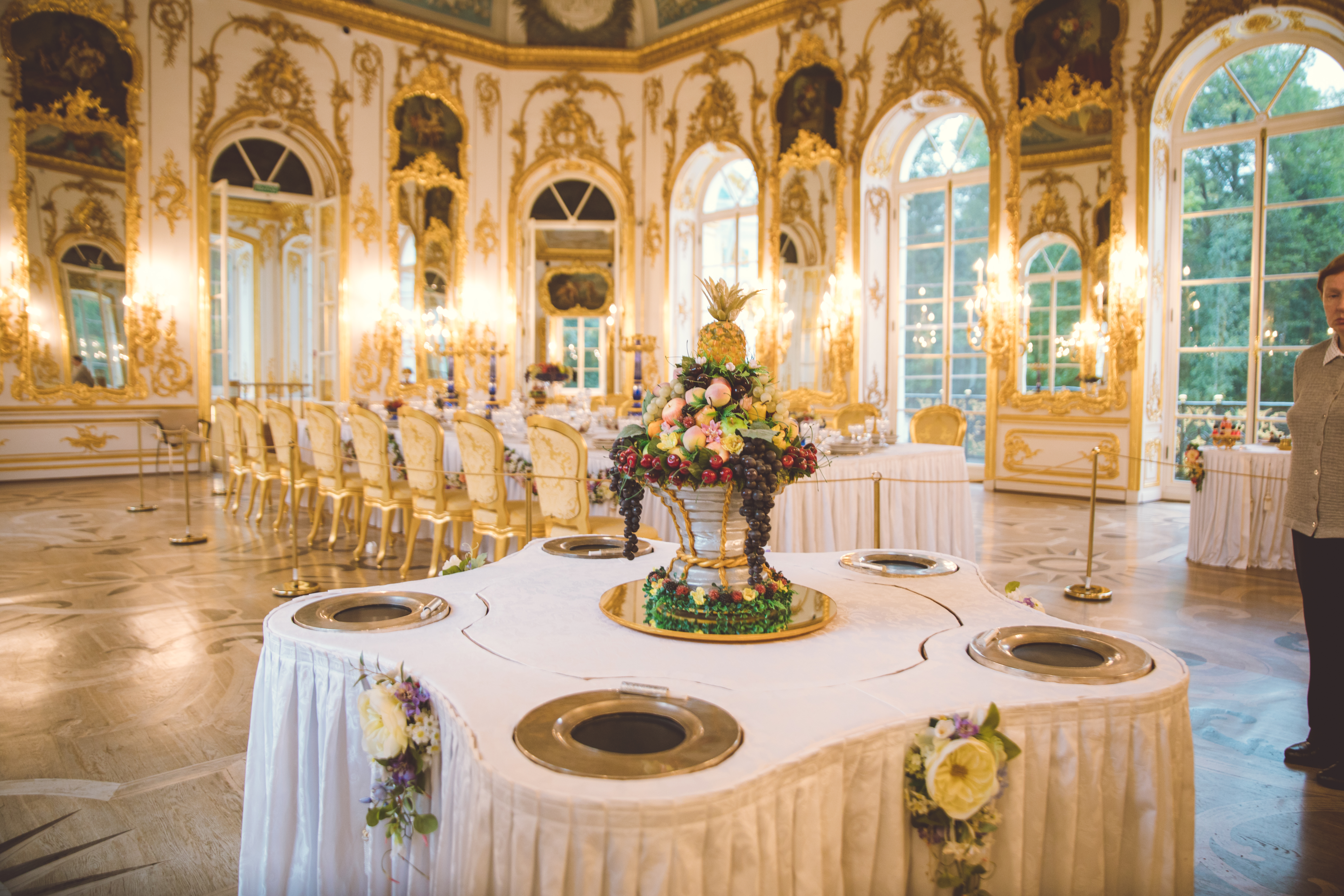
Interior del Pabellón Hermitage del Palacio de Catalina
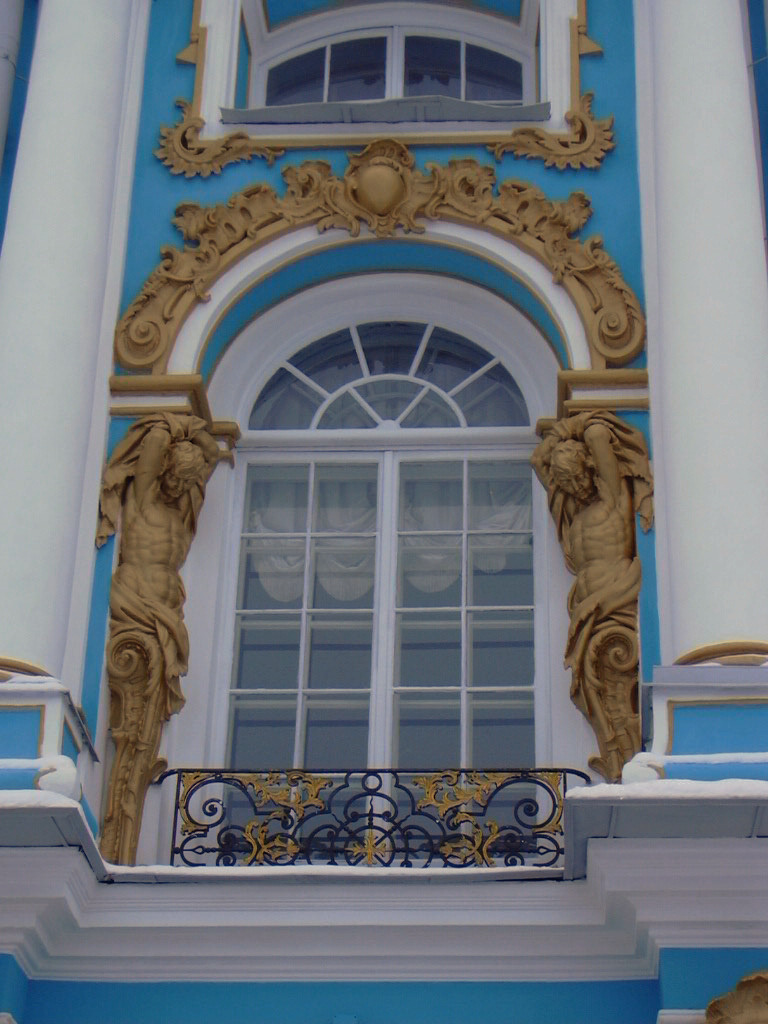
Detalle de una ventana
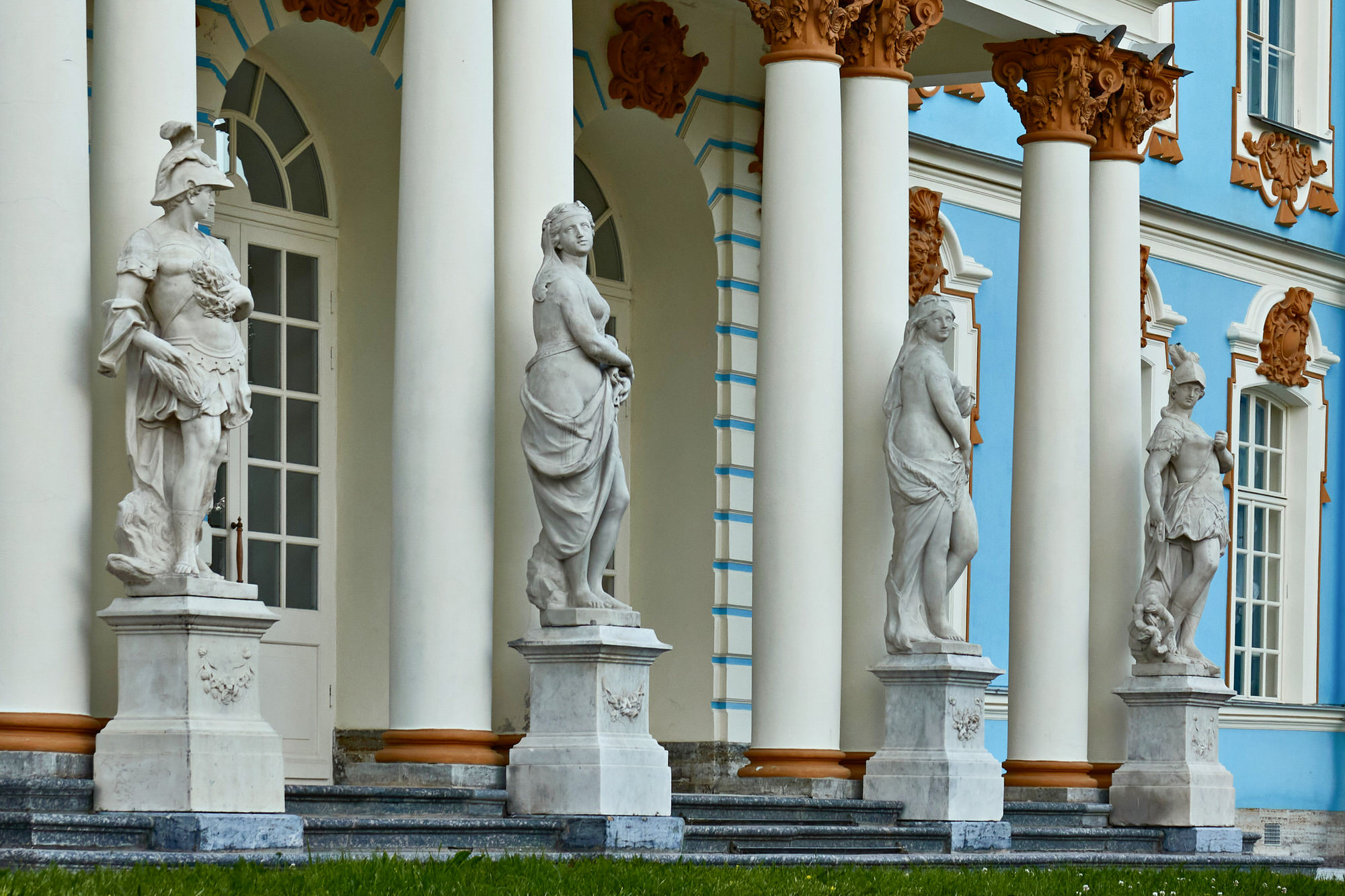
Amor de la patria
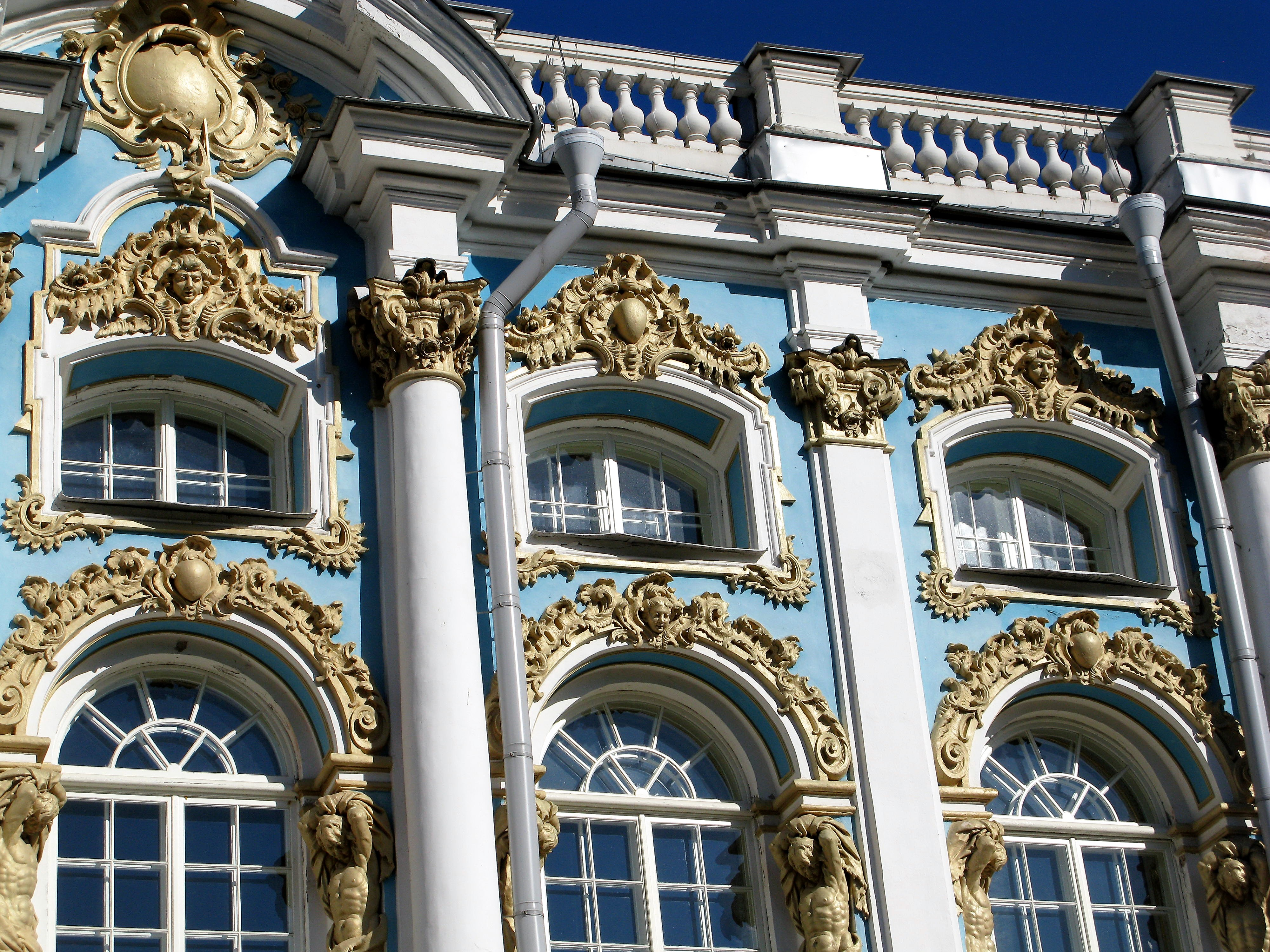
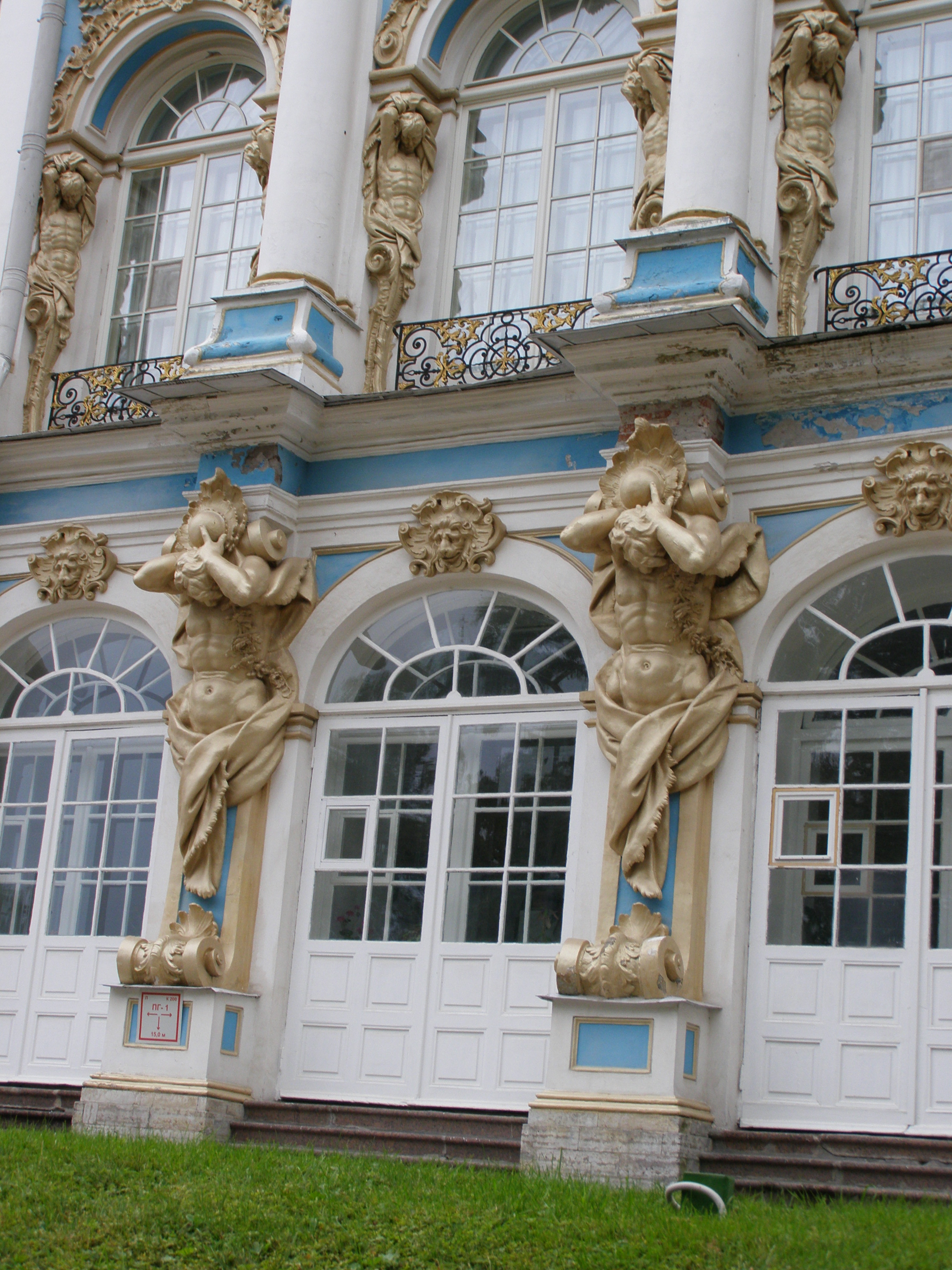
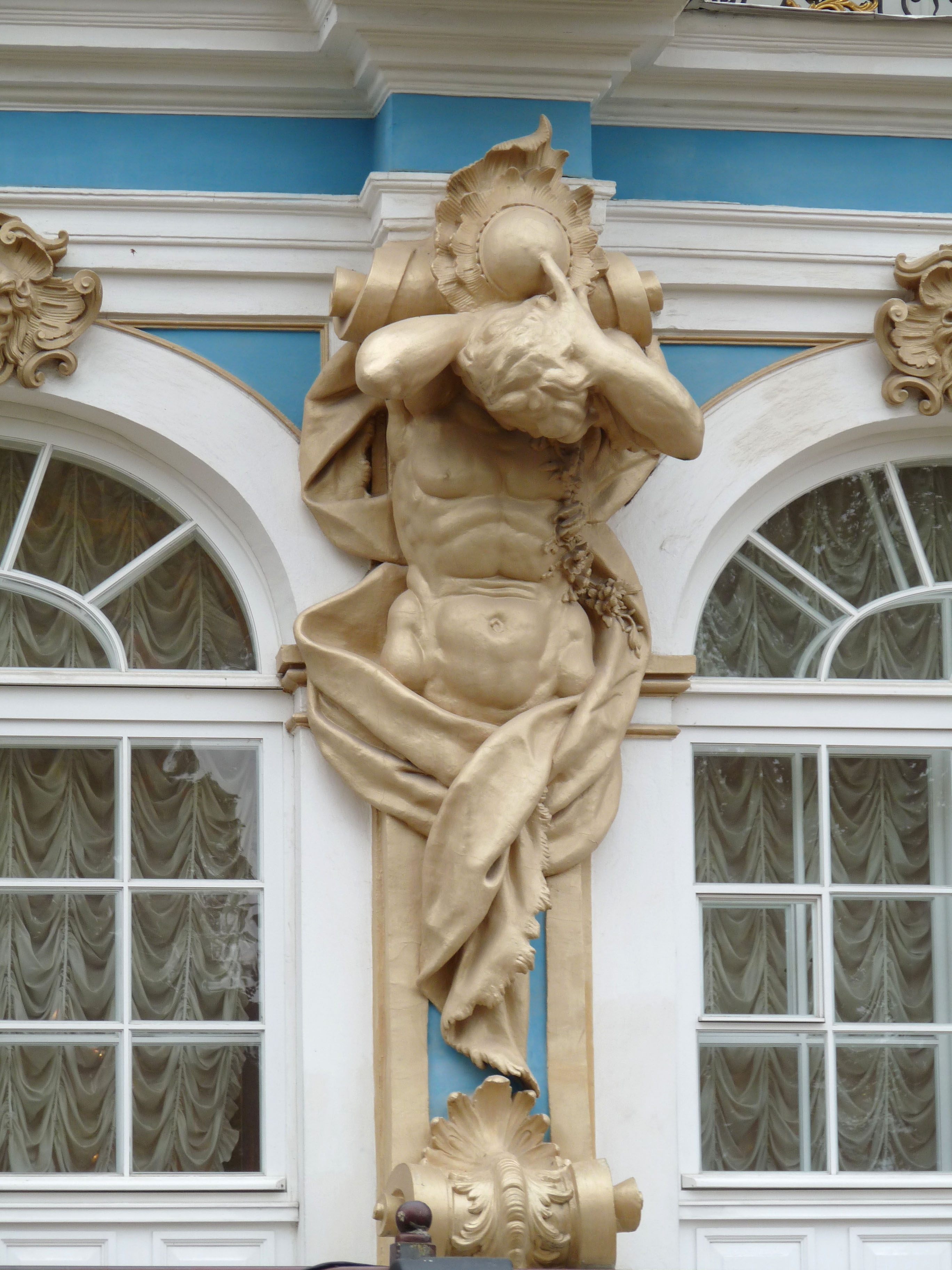
Atlas sosteniendo el mundo
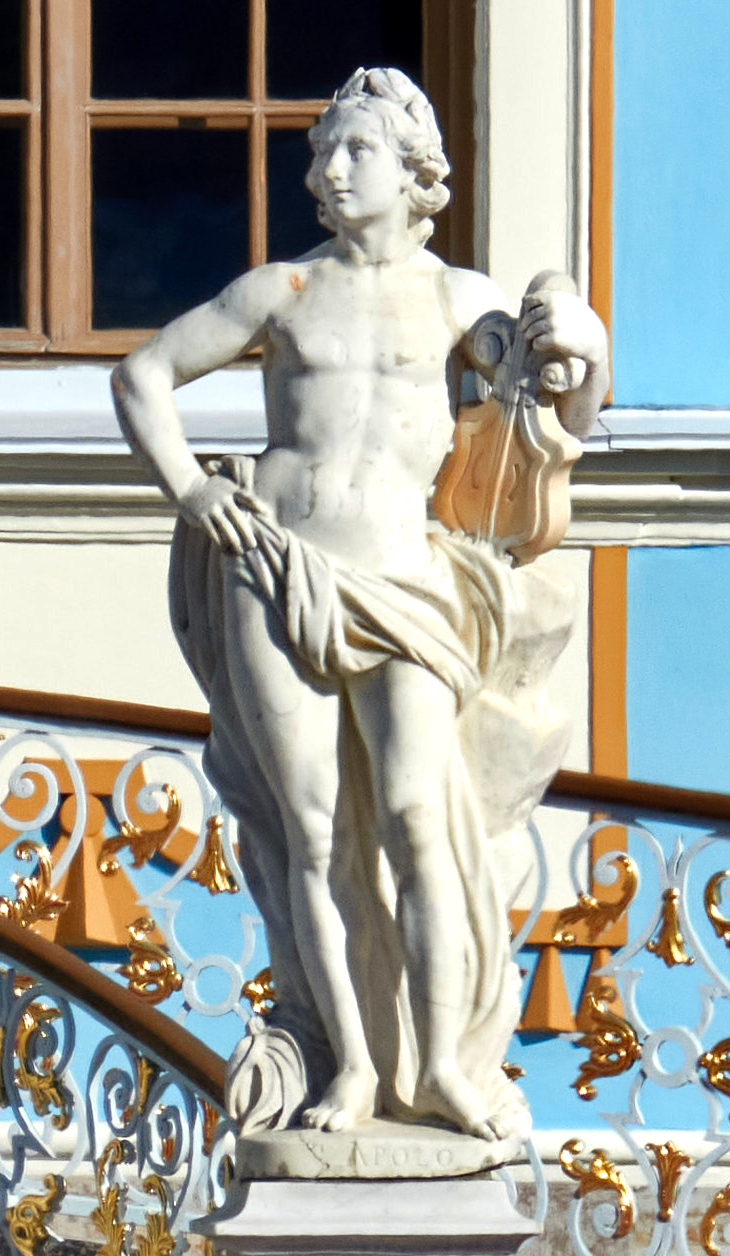
Escultura de Apolo de Tarsia
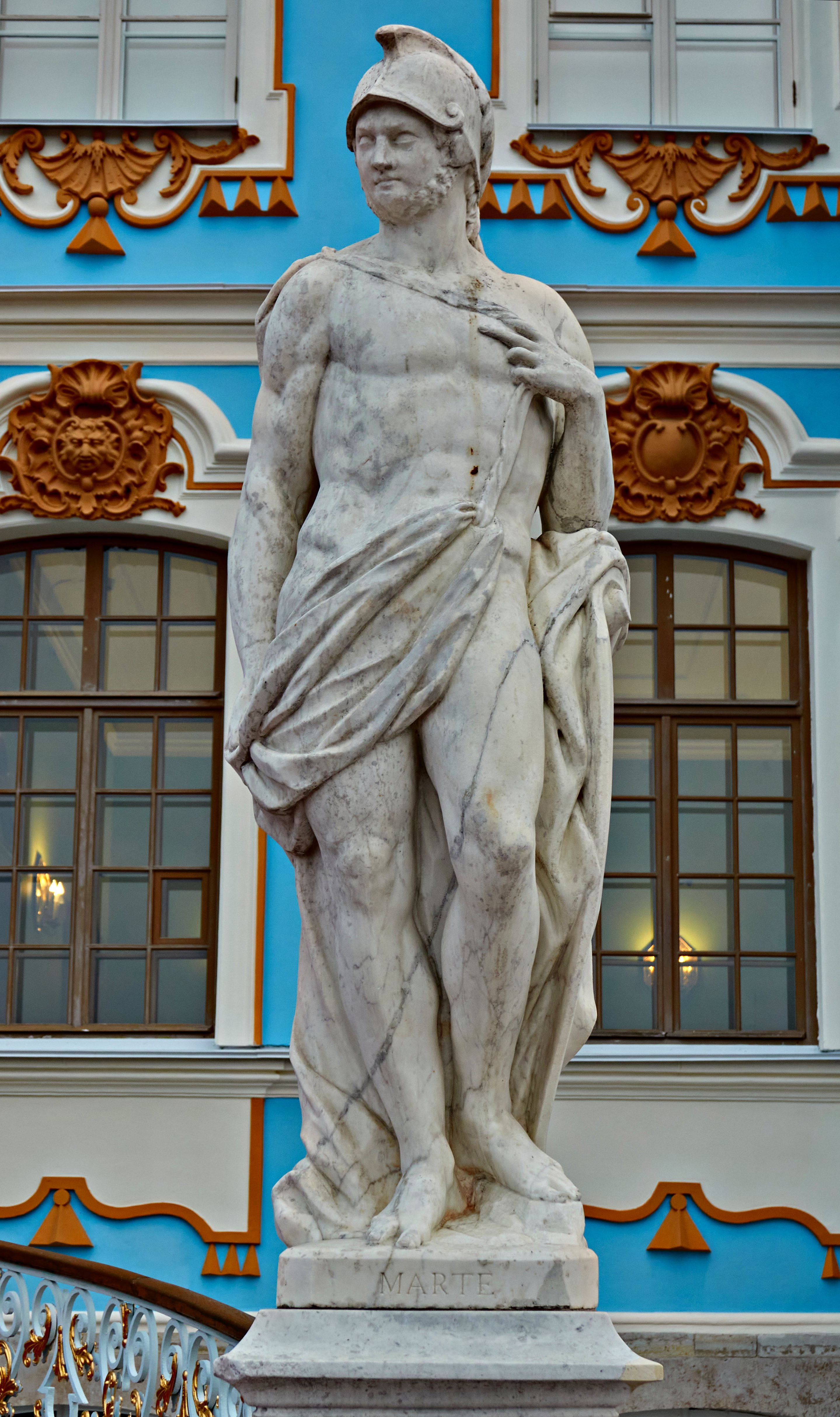
Escultura representando a Marte
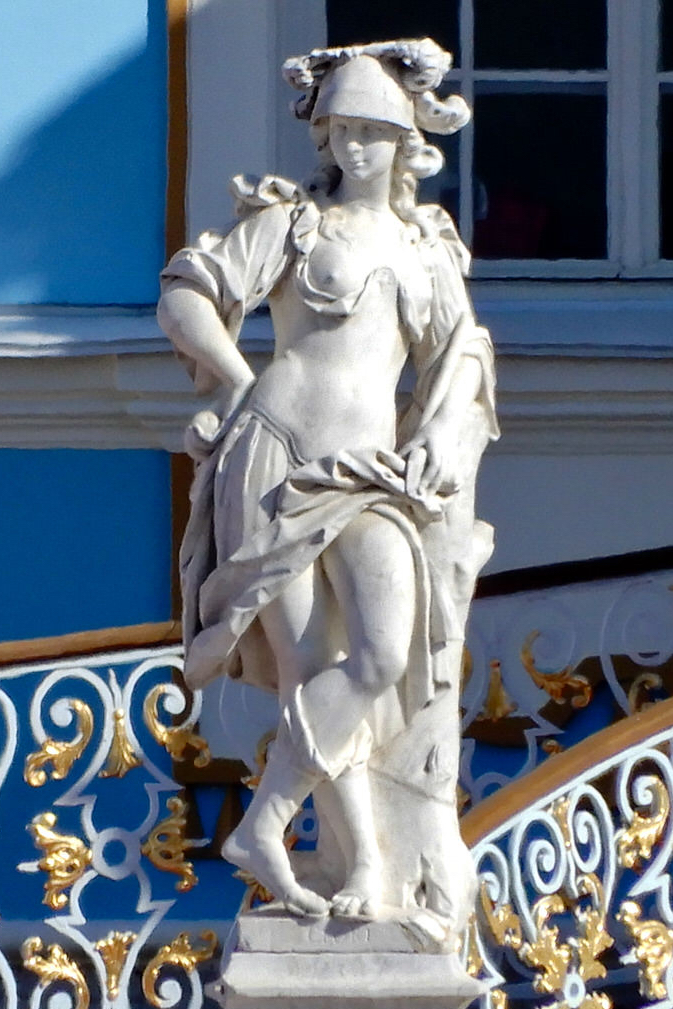
Escultura representado a la Gloria
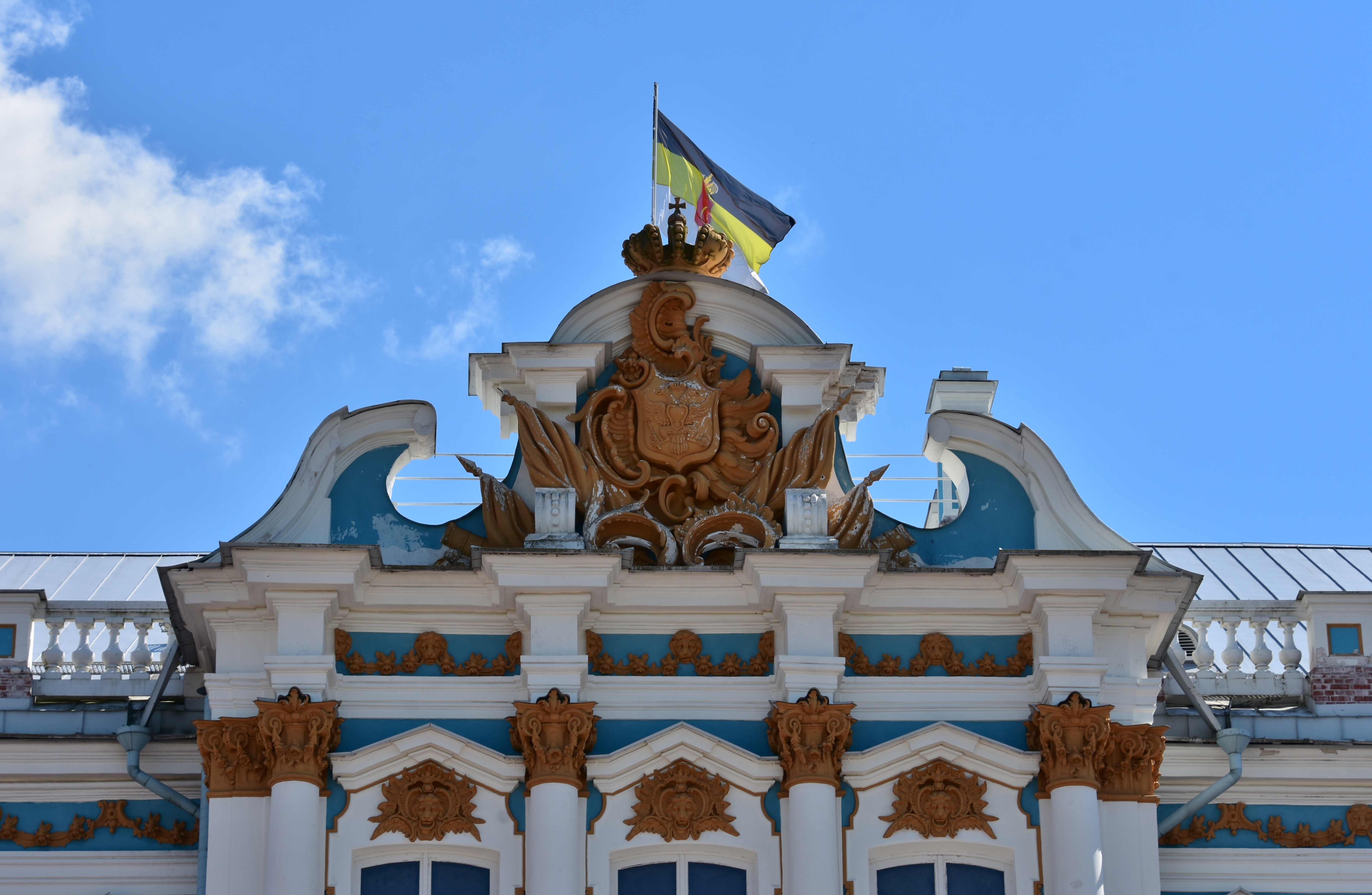
Parte Superior de la fachada occidental
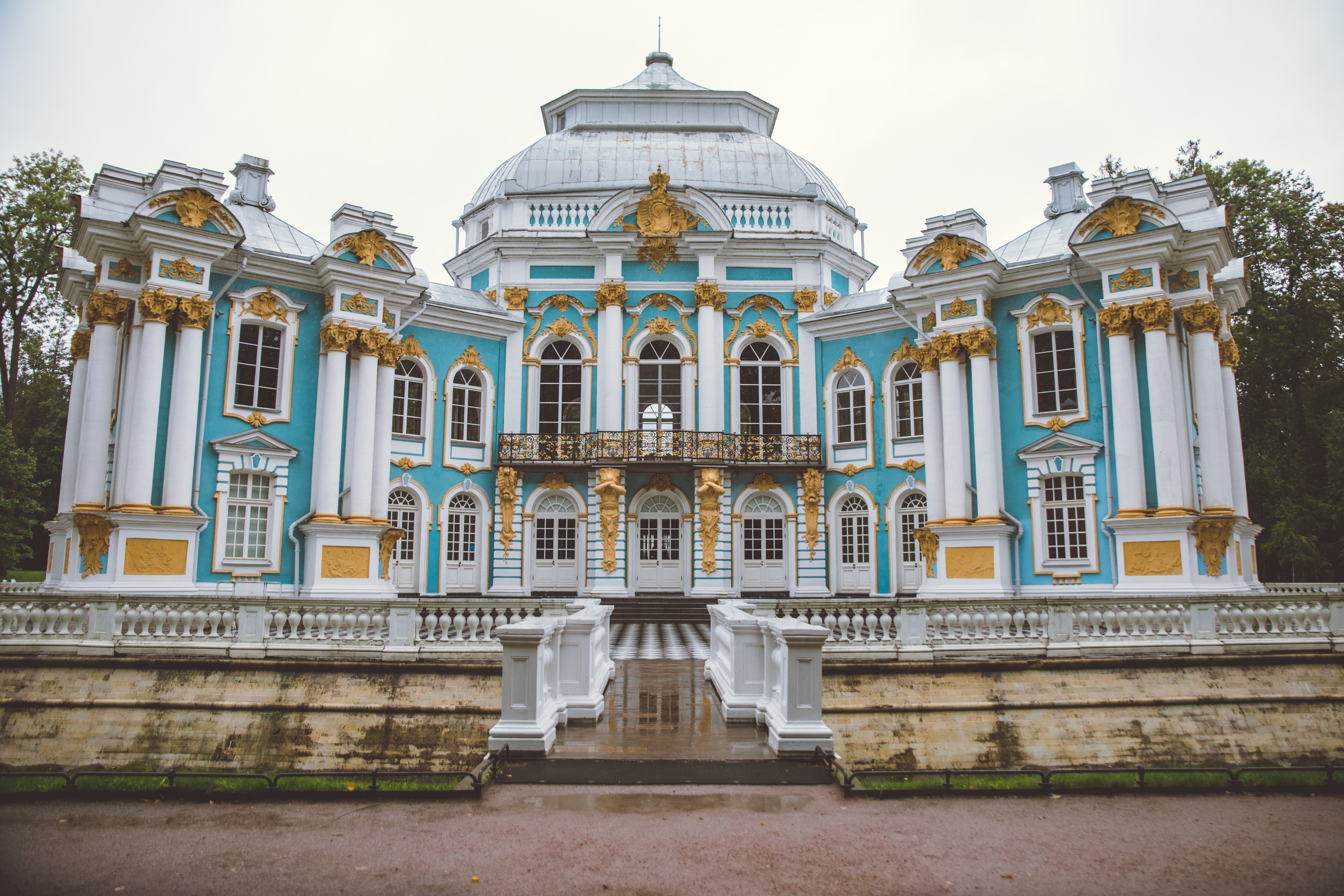
Vista exterior del Palacio
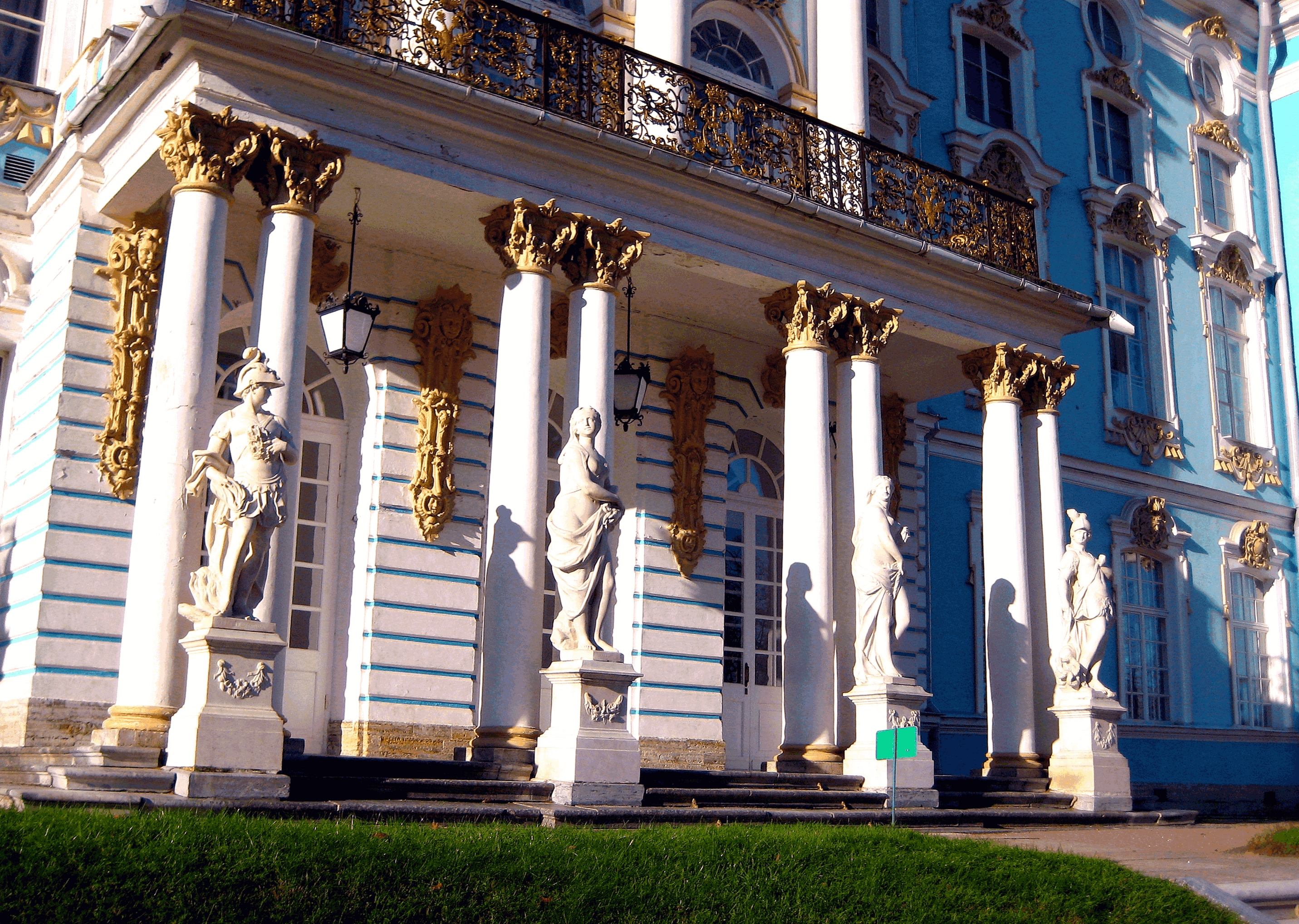
Pórtico
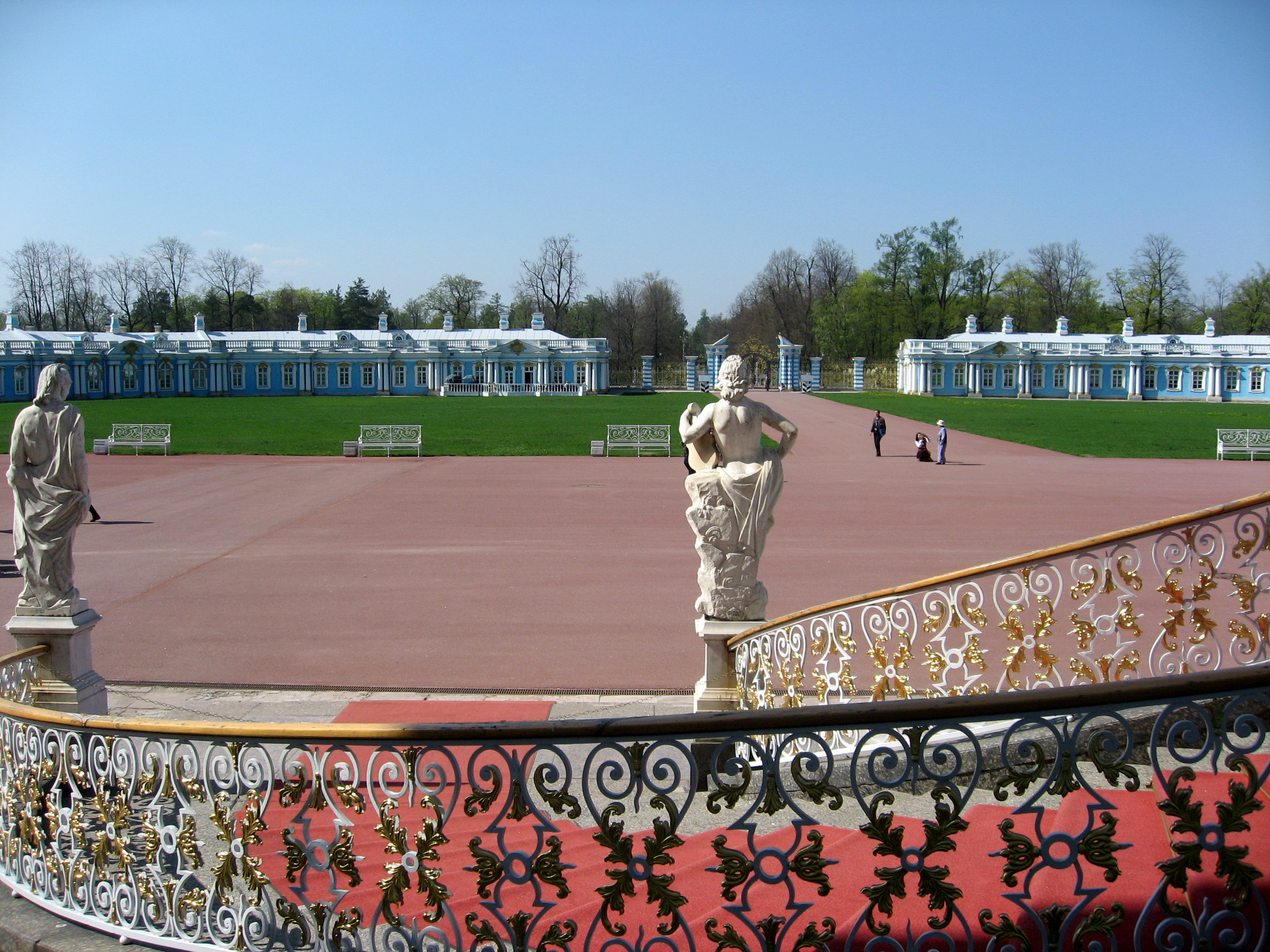
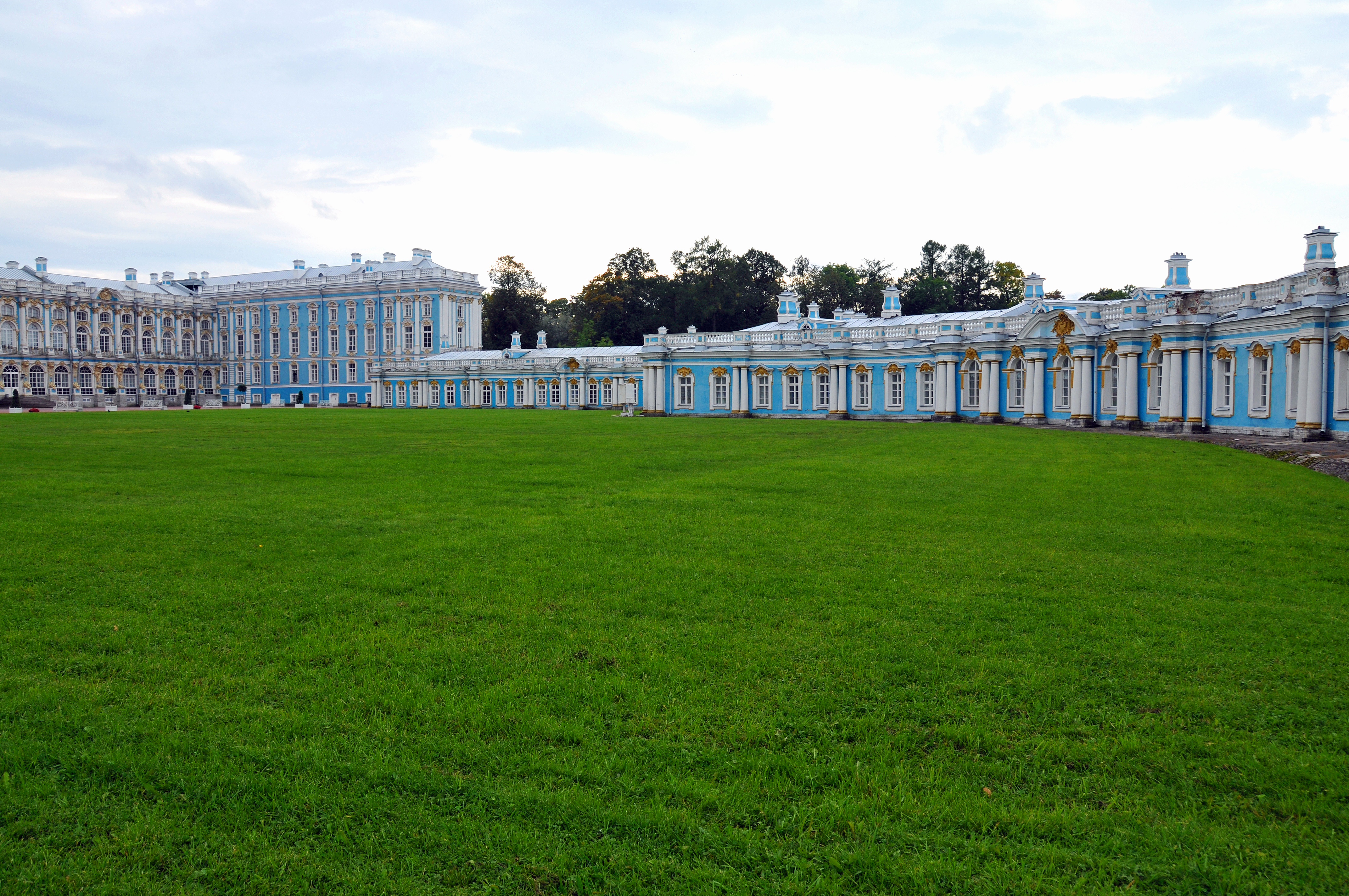
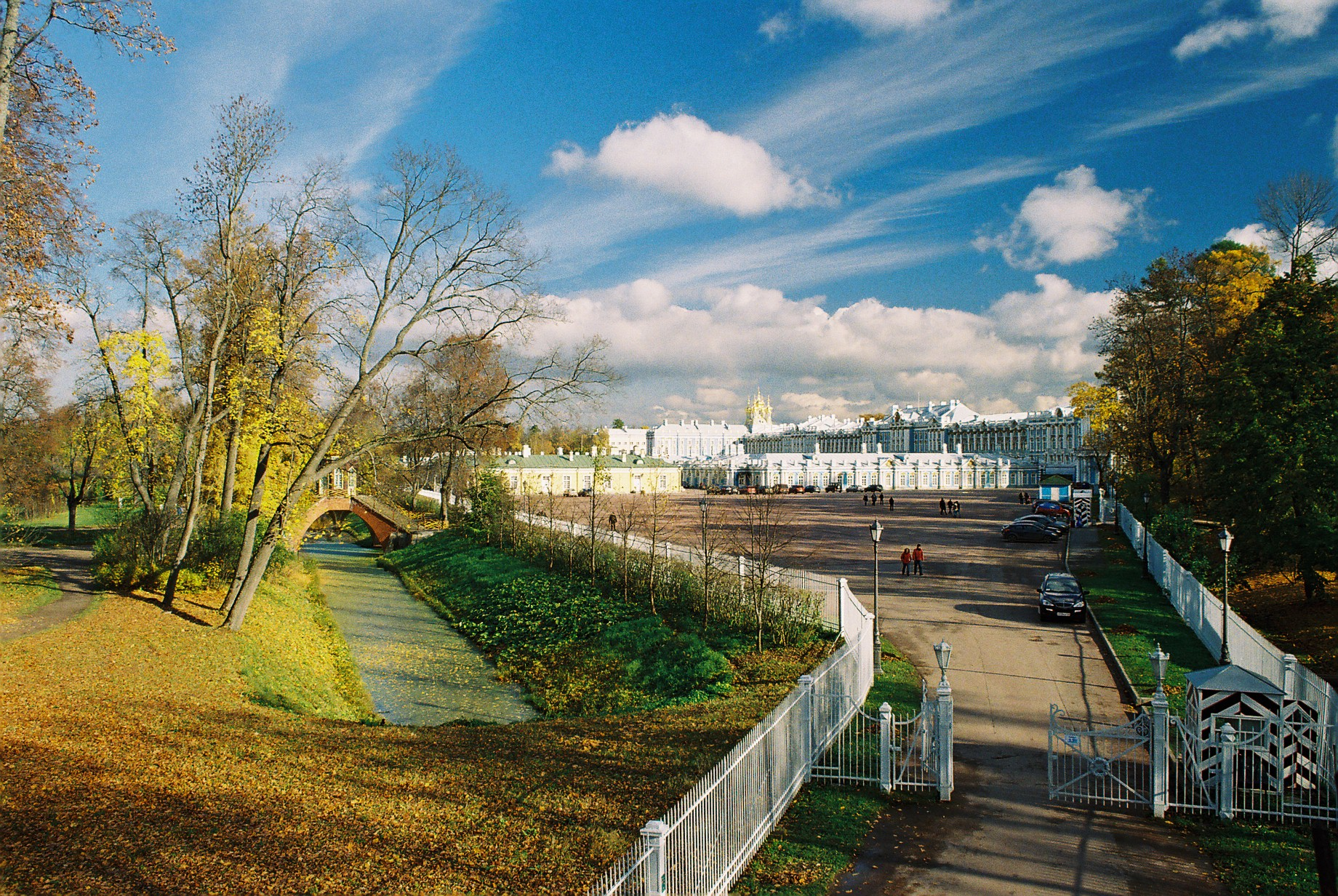
Vista desde la entrada al Palacio
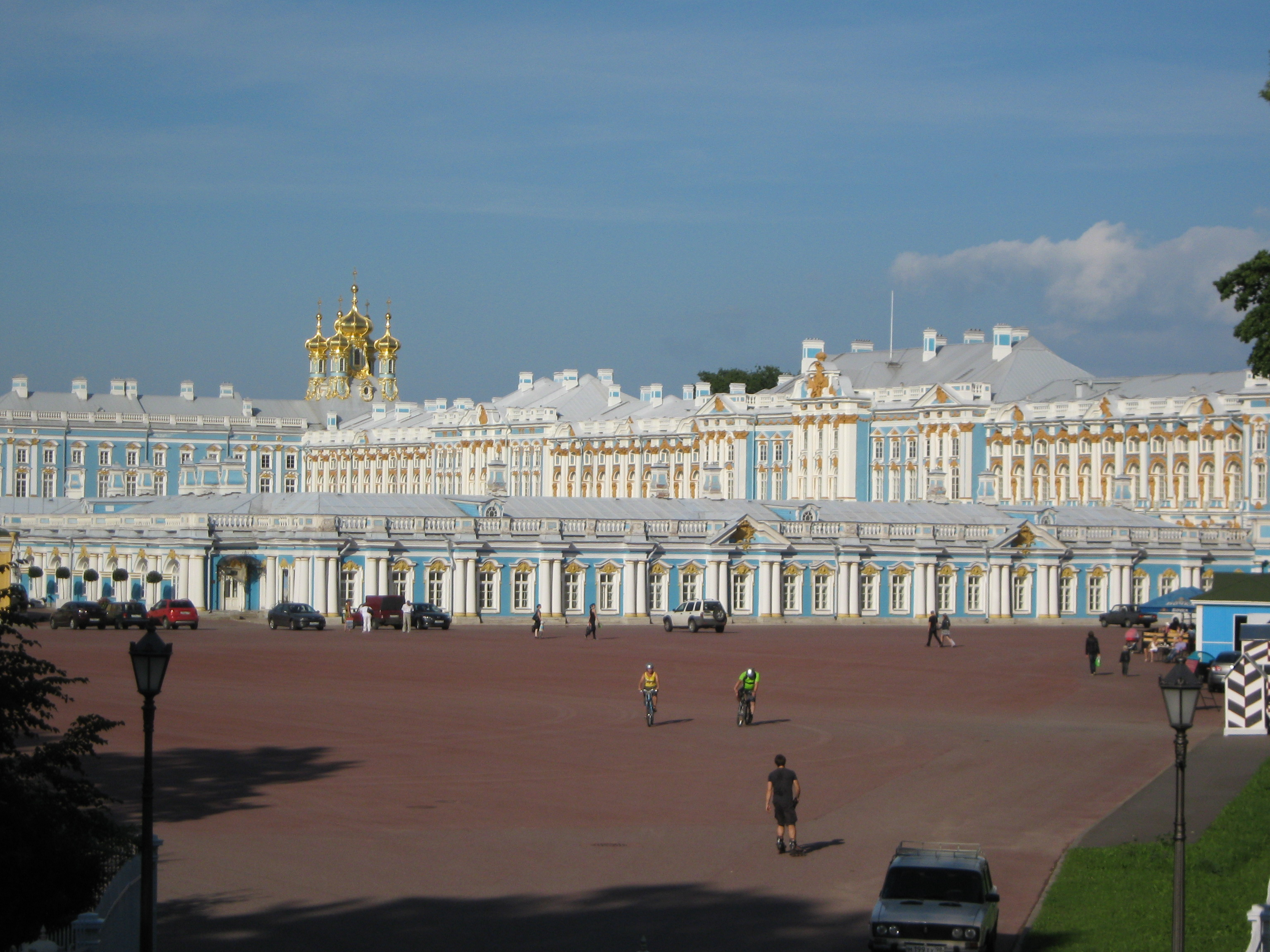
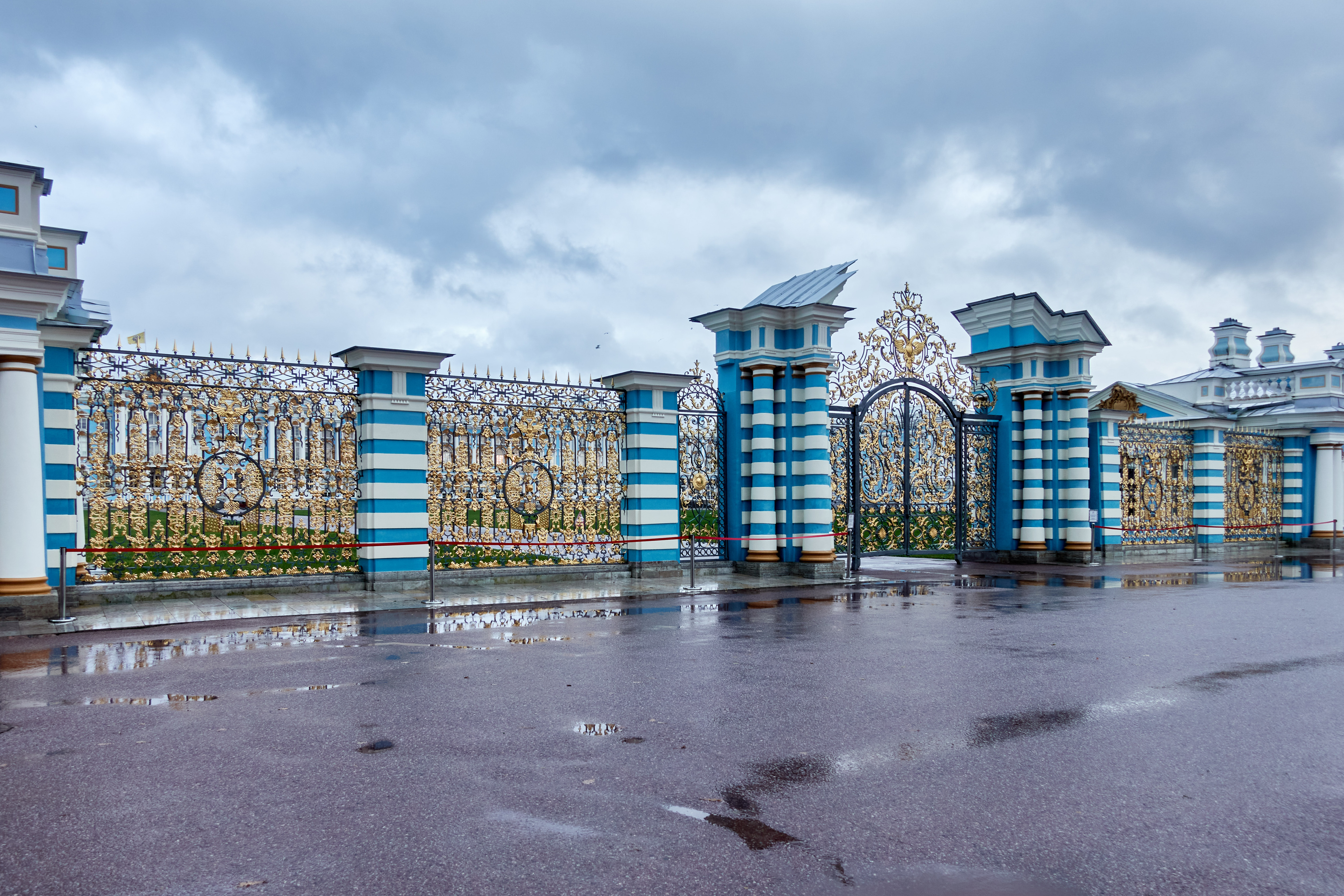
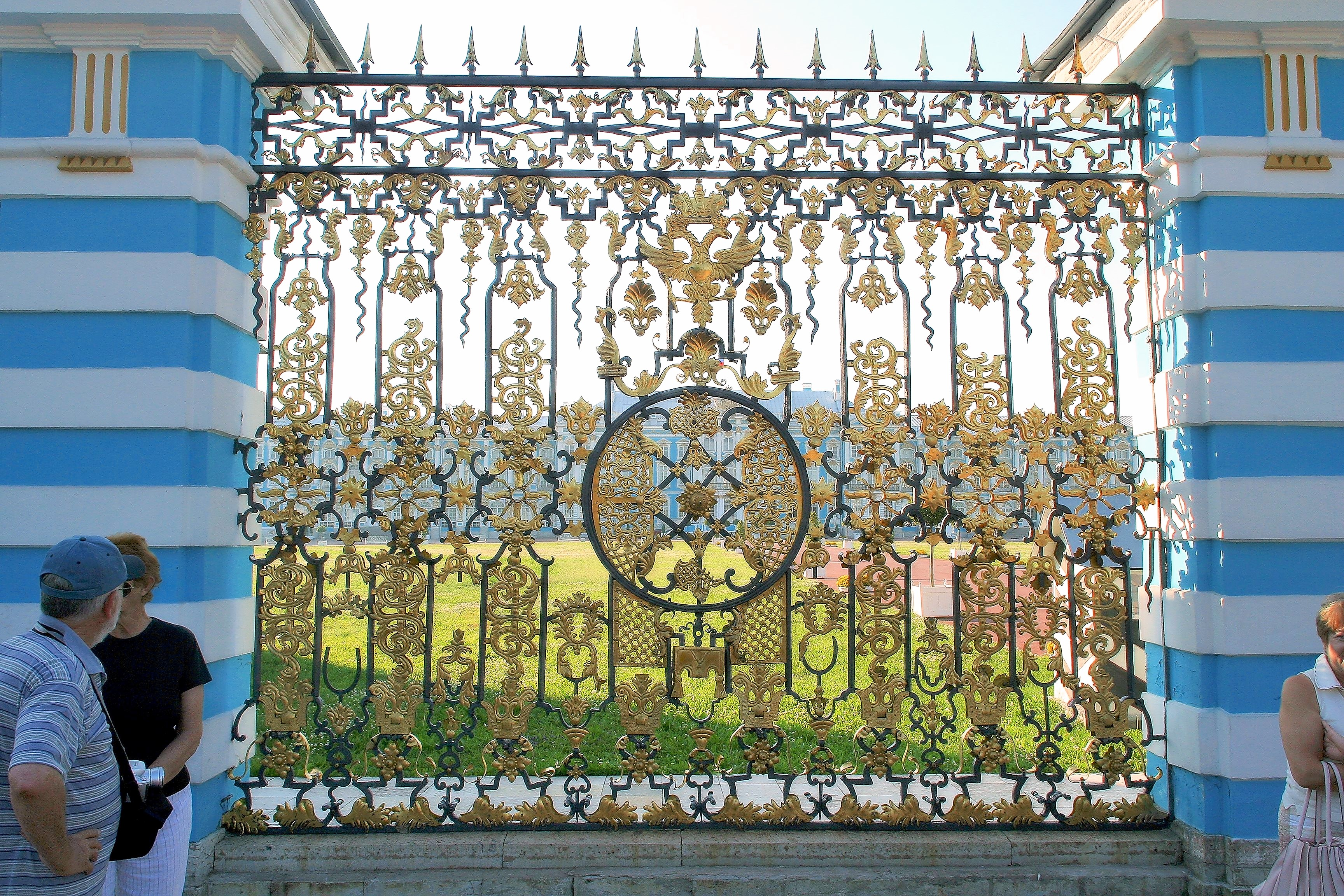
Reja exterior
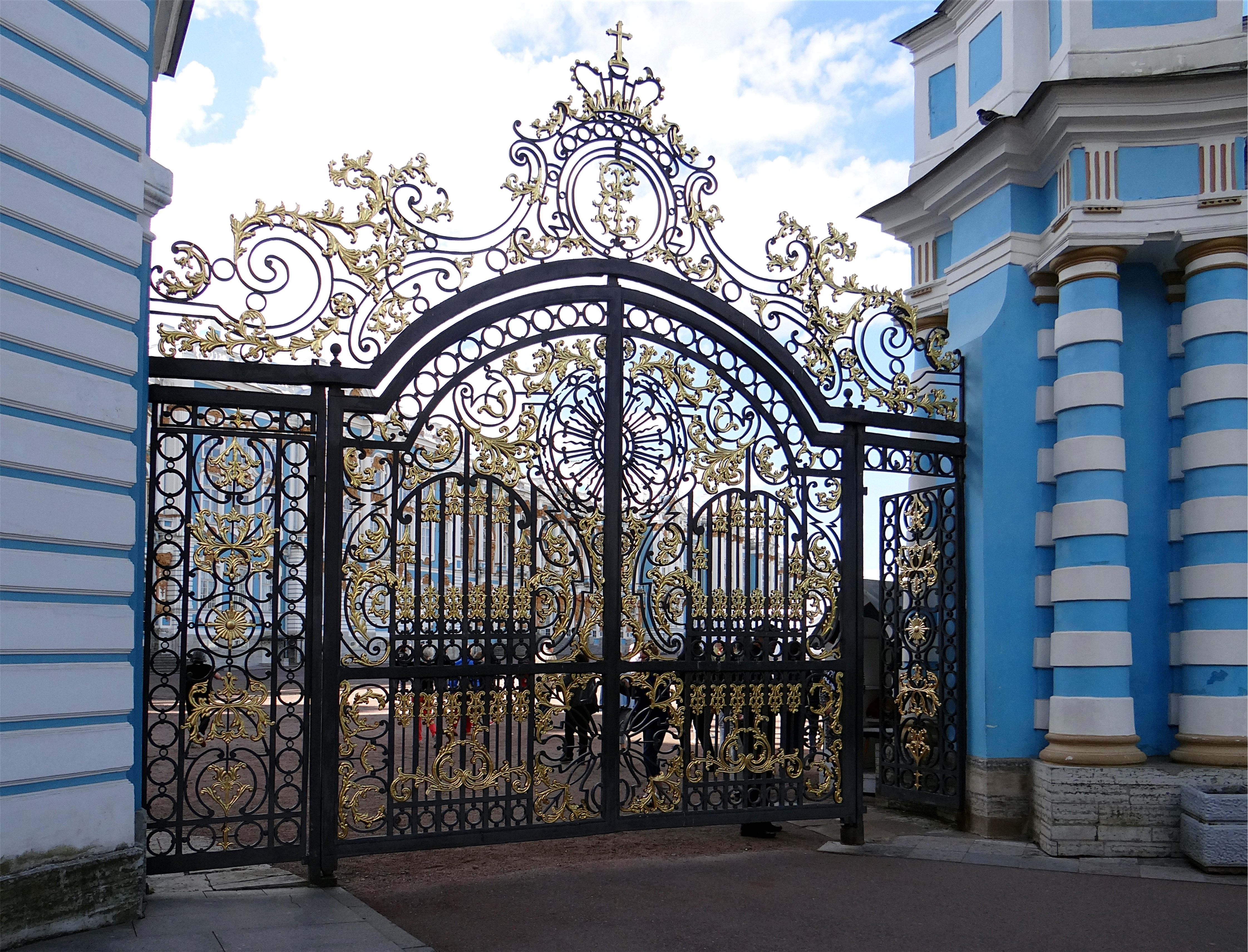
Puerta enrejada
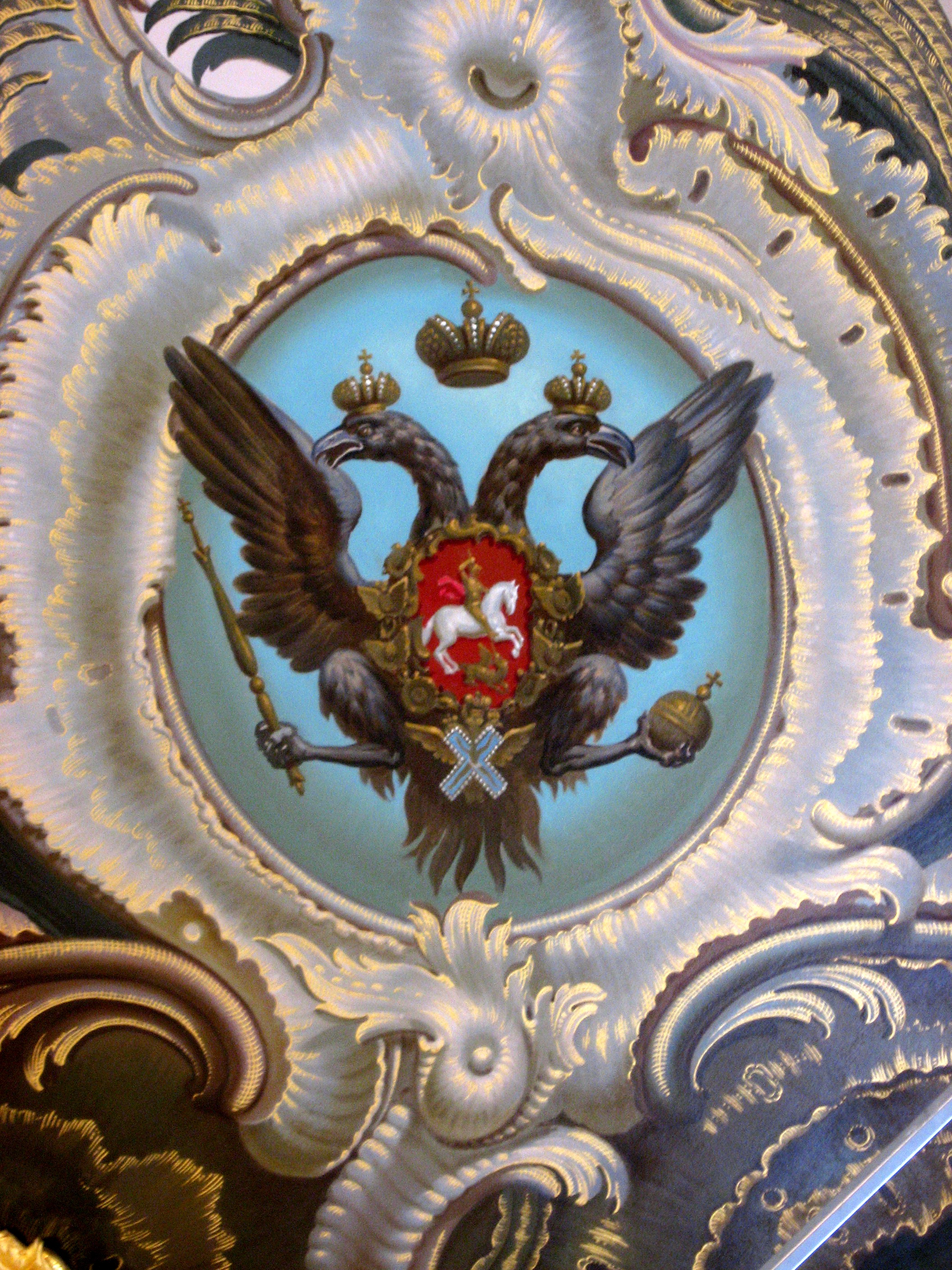
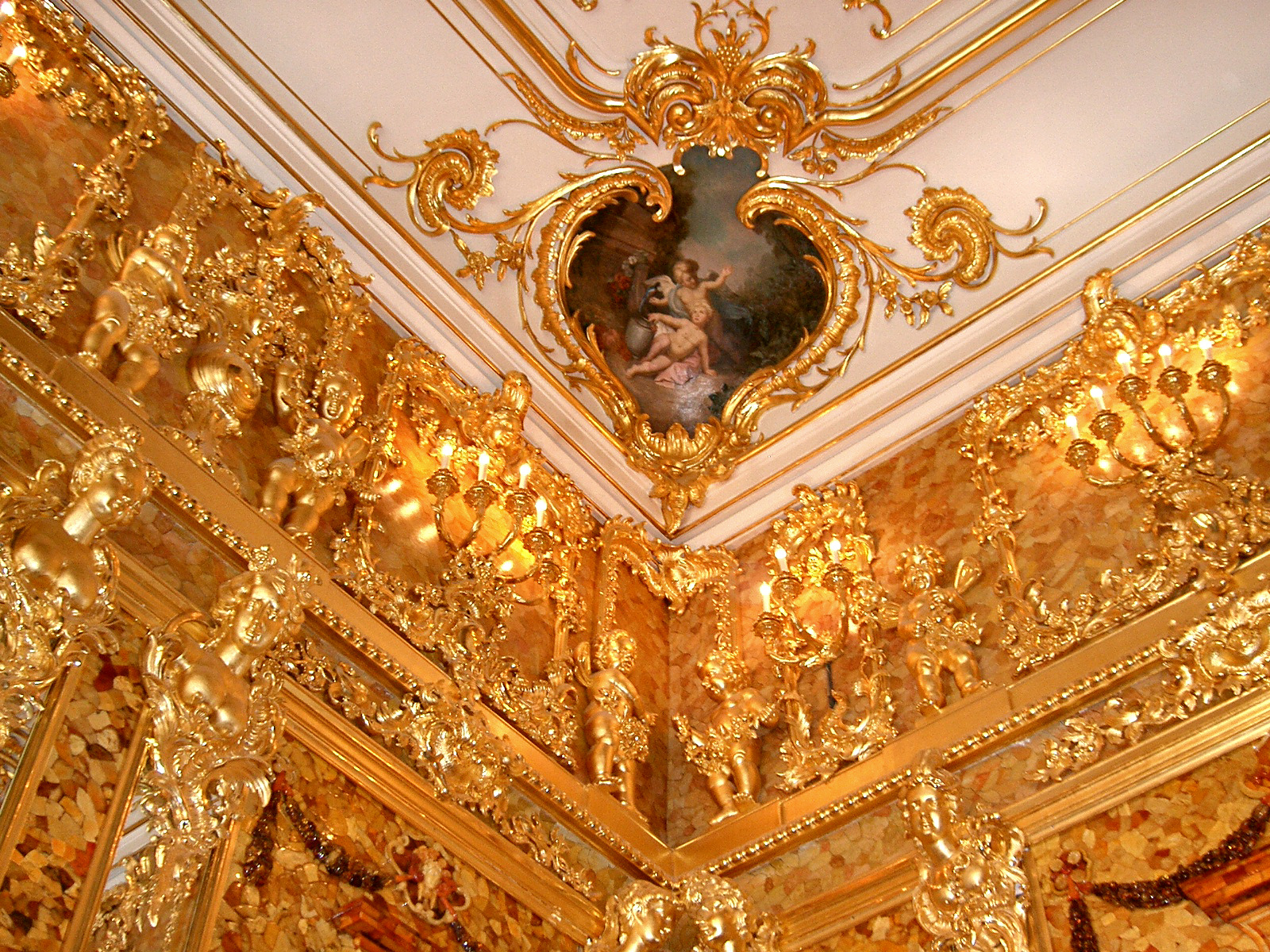
Esquina de la pieza ámbar
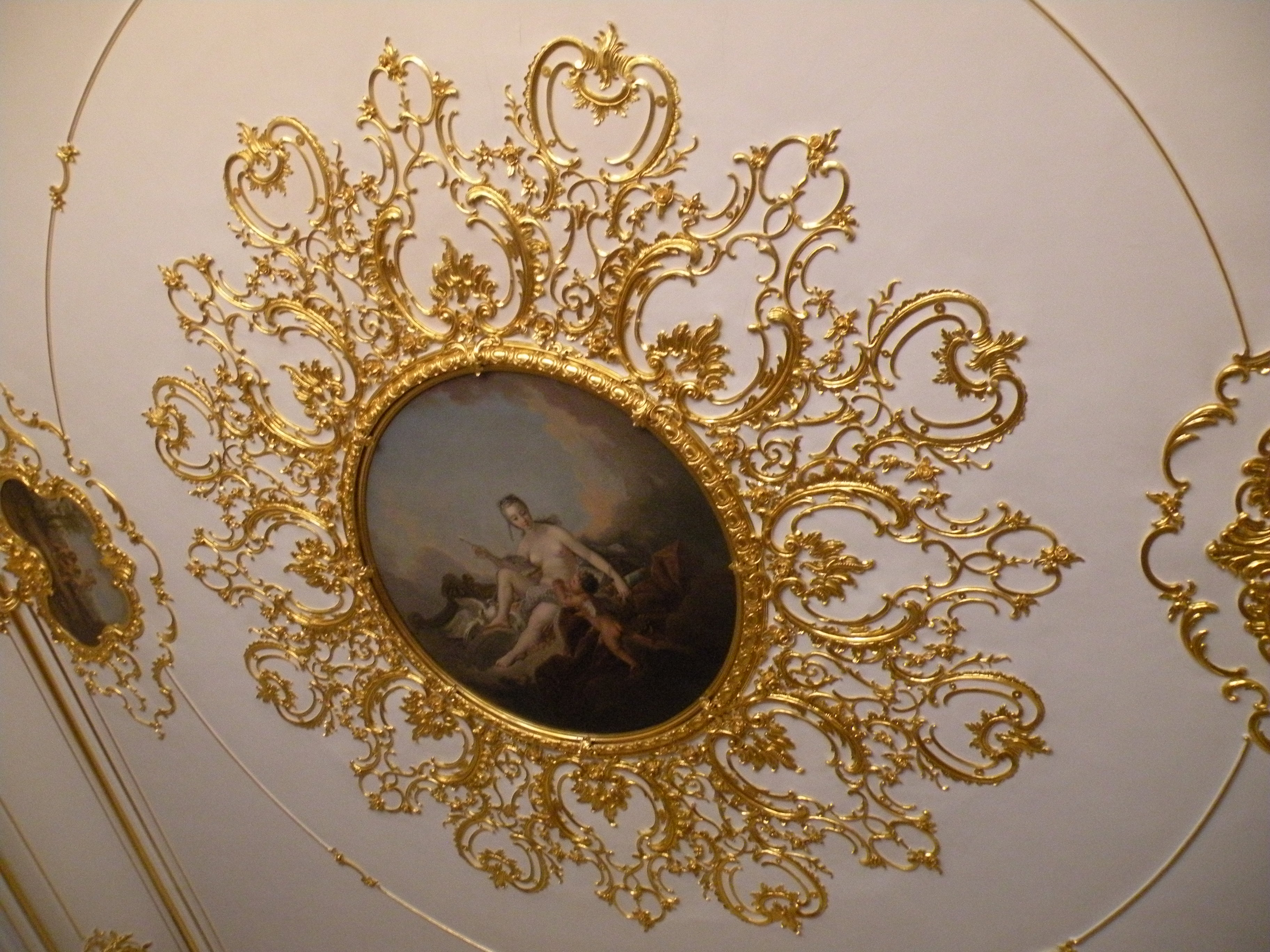
Pintura china
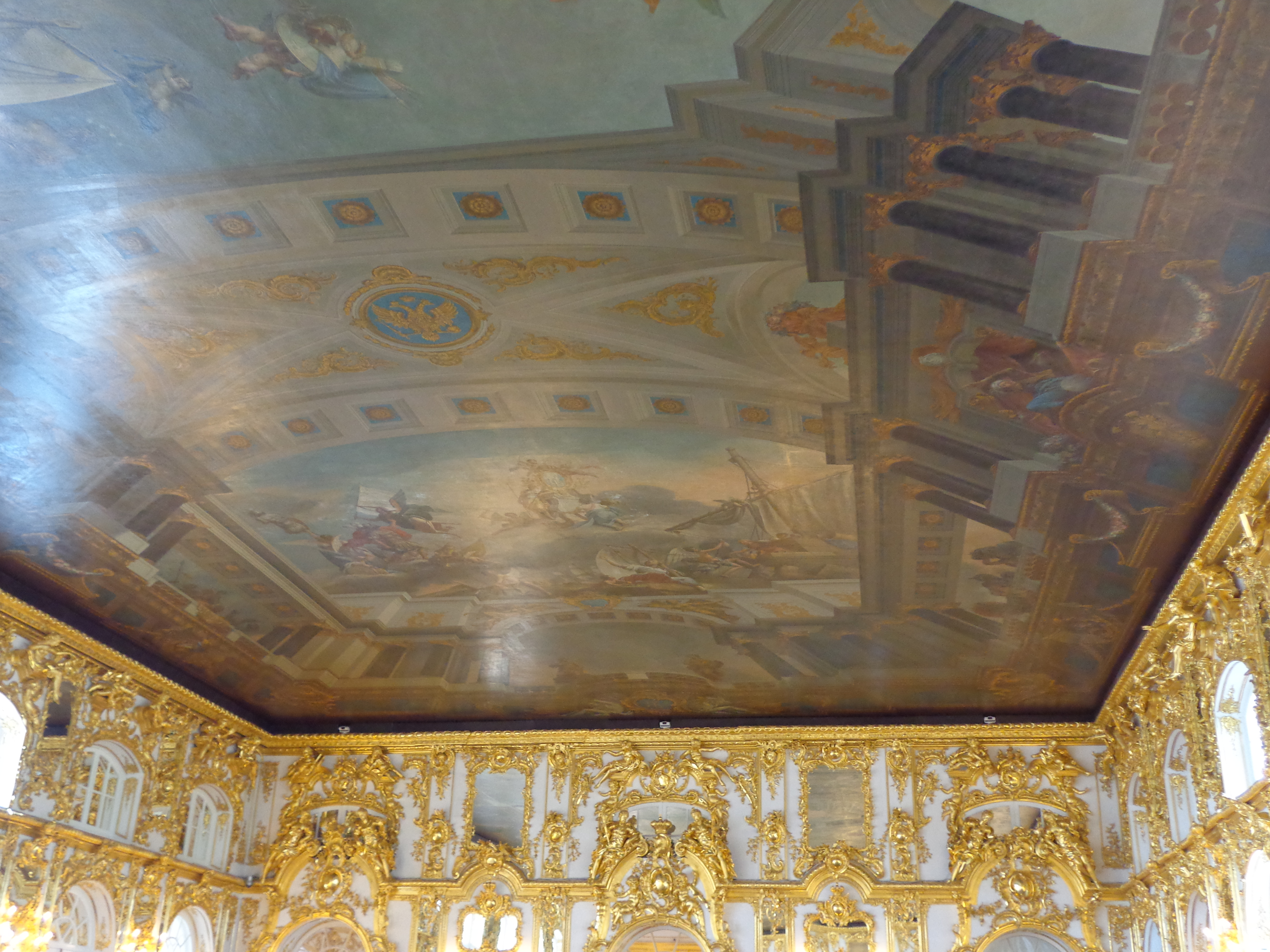
Techo de la gran sala
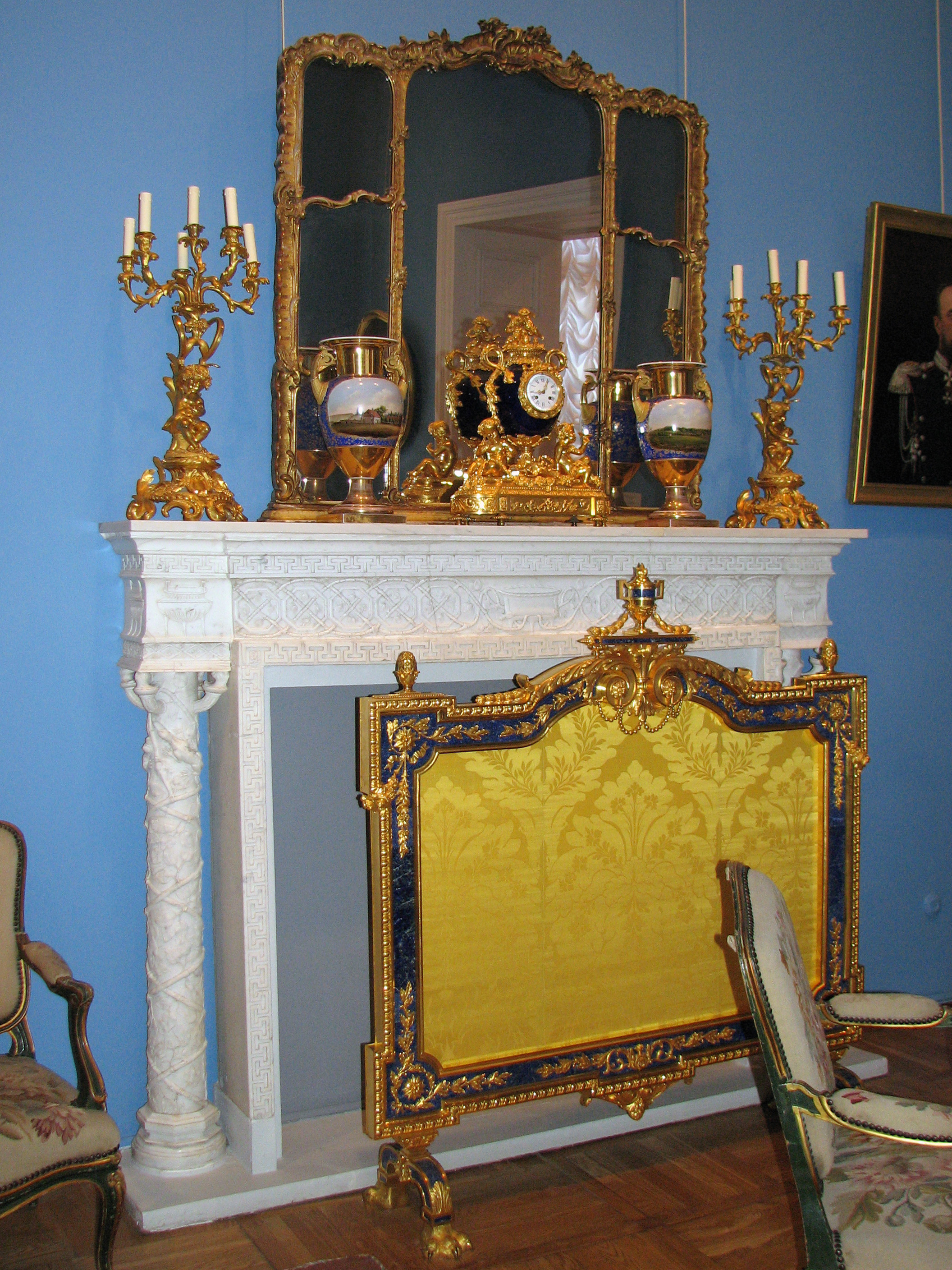
Chimenea de la sala Lyon
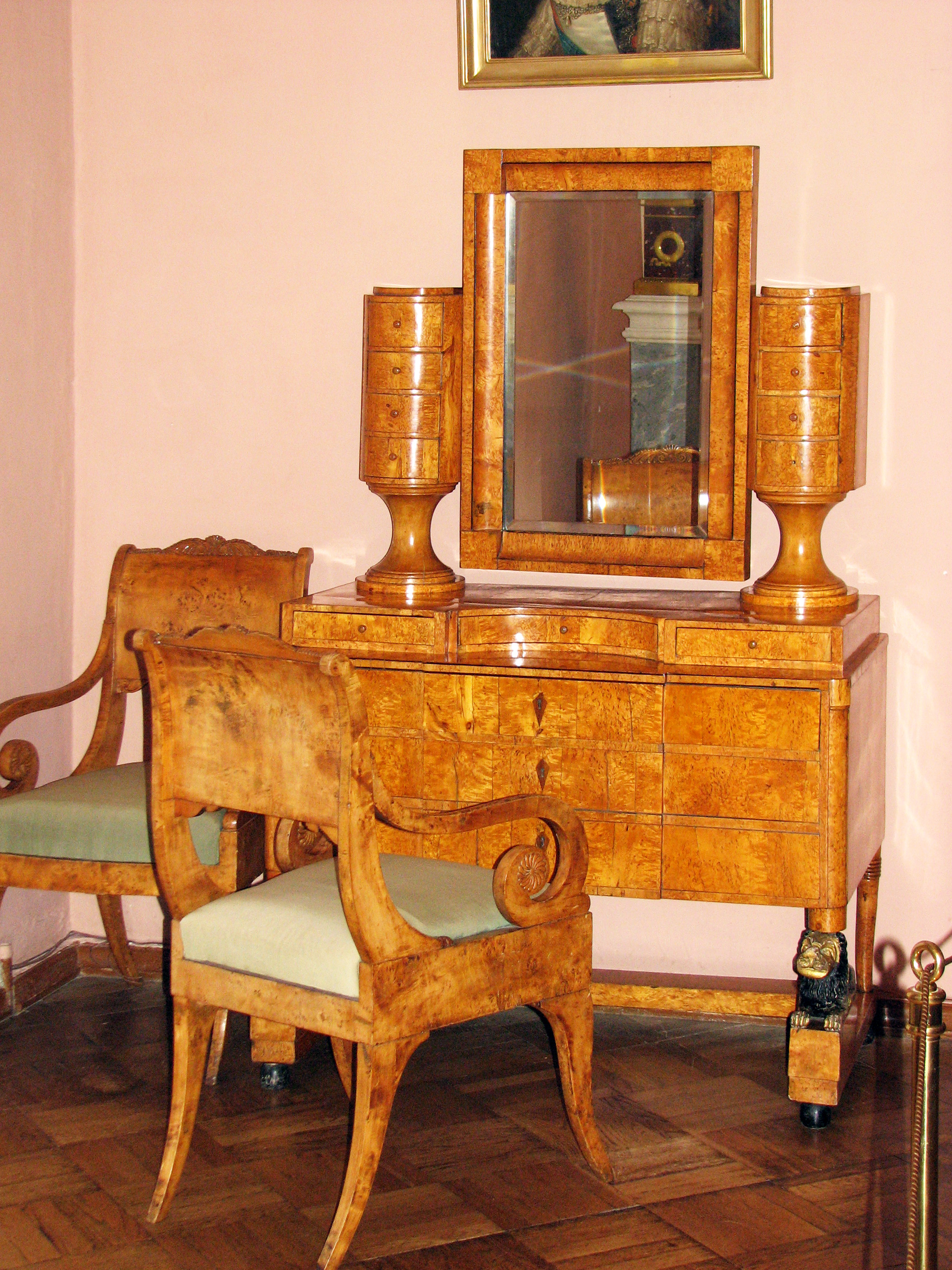
Muebles de la habitación Karelia
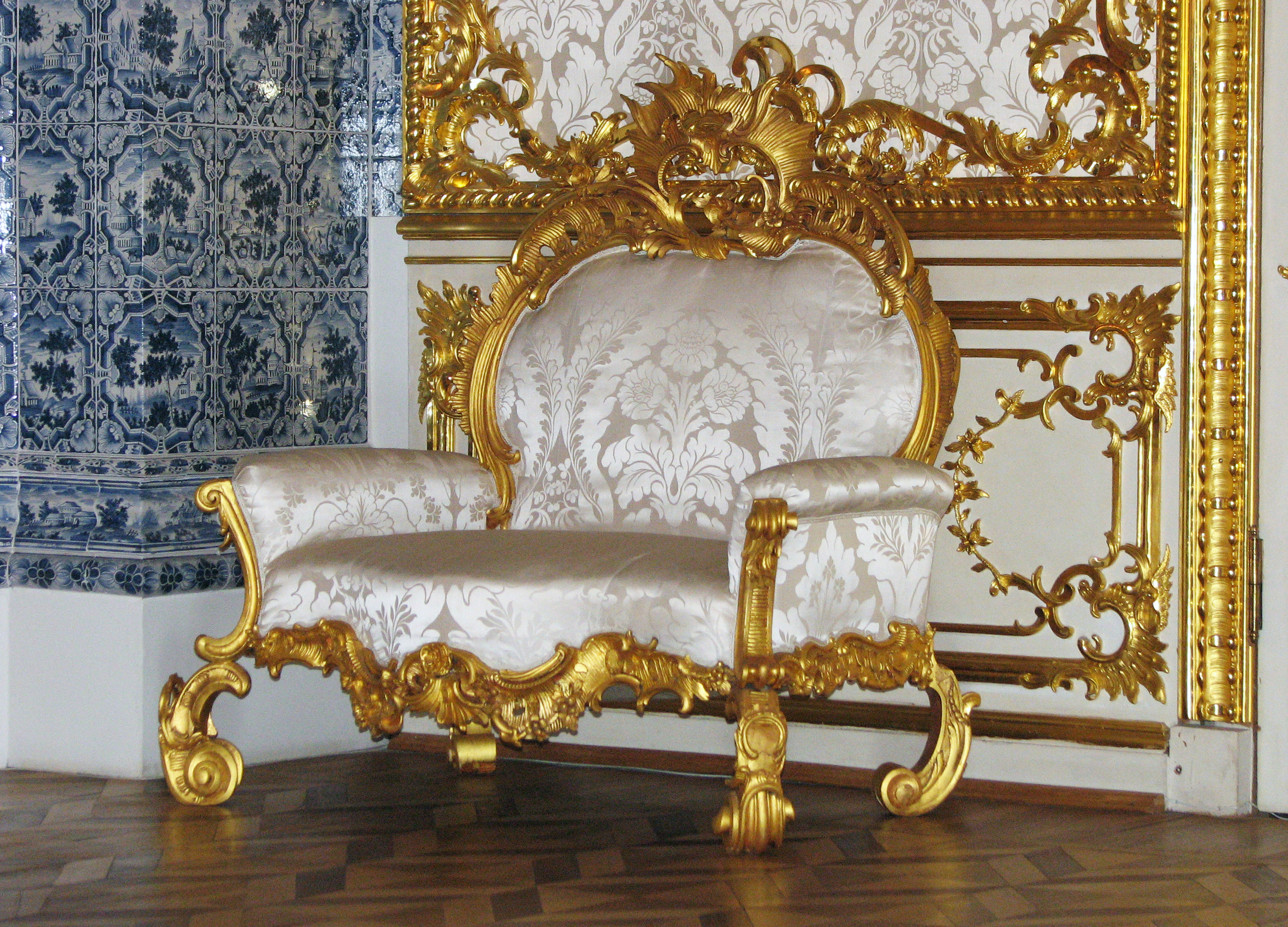
sillón
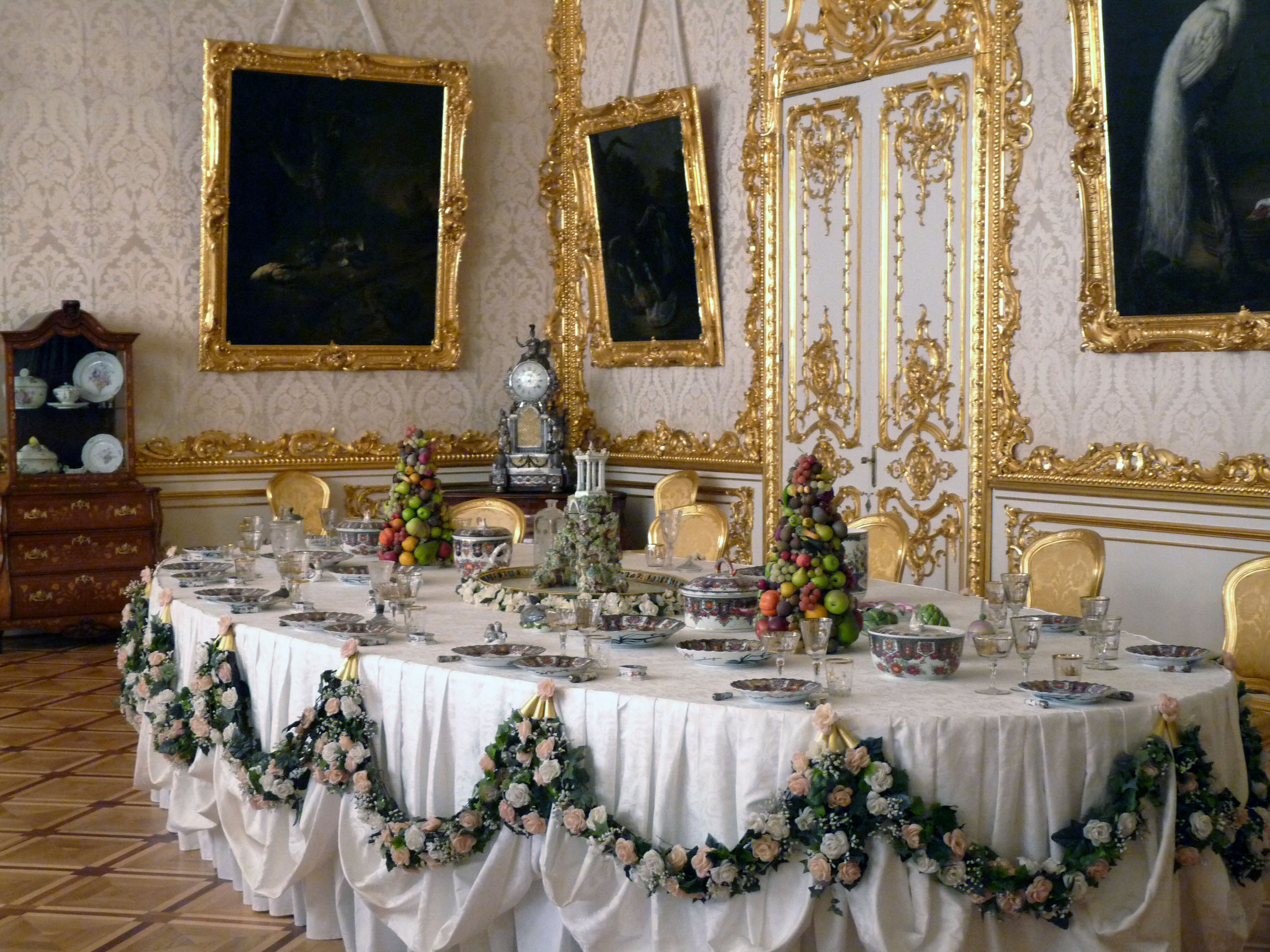
comedor